# Reprezentacja Polski w skokach narciarskich 2012/2013

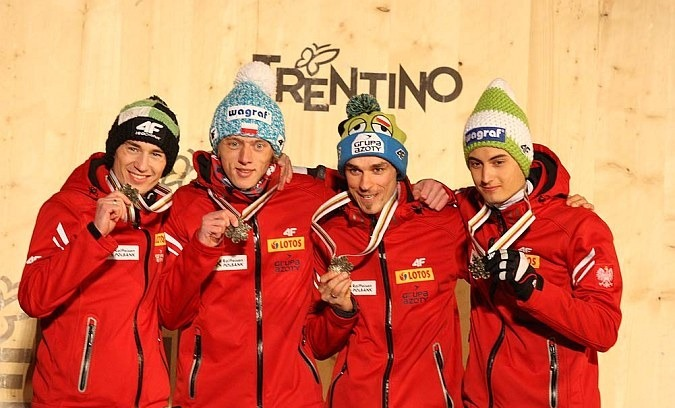
Polacy z brązowymi medalami mistrzostw świata

Reprezentacja Polski w skokach narciarskich w sezonie 2012/2013 – zespół zawodników reprezentujących Polskę w zawodach skoków narciarskich w sezonie zimowym 2012/2013 i letnim 2012.
W Letnim Grand Prix reprezentacja zajęła czwartą pozycję w klasyfikacji drużynowej, a polscy skoczkowie trzykrotnie stawali na podium (byli to: Maciej Kot i Dawid Kubacki). W pierwszej dziesiątce klasyfikacji generalnej uplasowali się Kot (piąty) i Kubacki (ósmy). W Letnim Pucharze Kontynentalnym Polacy trzy razy zajęli miejsca na podium, a na ósmym miejscu klasyfikacji generalnej sklasyfikowany został Kubacki.
W Pucharze Świata Polacy osiągnęli siedem miejsc na podium w konkursach indywidualnych (w tym trzy zwycięstwa – dwa Kamila Stocha i jedno Piotra Żyły) oraz dwa miejsca na podium w konkursach drużynowych. W klasyfikacji generalnej Pucharu Narodów Polacy byli piąci, a najwyżej sklasyfikowanym indywidualnie zawodnikiem był Stoch, który uplasował się na trzeciej pozycji. W tabeli punktowej znalazło się dziesięciu reprezentantów Polski, co było rekordem tego kraju w Pucharze Świata. Spośród nich trzech sklasyfikowano w czołowej dwudziestce. Tymczasem wśród najlepszych dziesięciu lotników sezonu znalazło się ich dwóch.
Reprezentacja zdobyła dwa medale na mistrzostwach świata w Predazzo – złoty w konkursie indywidualnym na dużej skoczni, który wywalczył Kamil Stoch, oraz brązowy w konkursie drużynowym mężczyzn.
W Pucharze Kontynentalnym reprezentanci Polski ośmiokrotnie plasowali się w pierwszej trójce zawodów, a dokonywali tego: Klemens Murańka, Jan Ziobro, Stefan Hula i Krzysztof Biegun.

## Składy
24 kwietnia 2012 wybrano skład, dzieląc reprezentację na dwie kadry – olimpijską (A) i młodzieżową (B). Te z kolei podzielono w sumie na pięć mniejszych grup z przydzielonymi do nich trenerami.
W pierwszej grupie kadry A znaleźli się Kamil Stoch, Piotr Żyła, Maciej Kot i Krzysztof Miętus, a ich trenerem został Łukasz Kruczek. Do drugiej, trenowanej przez Zbigniewa Klimowskiego, przydzielono Stefana Hulę i Dawida Kubackiego. Trzecia grupa zaś to Jan Ziobro, Andrzej Zapotoczny, Jakub Kot i Łukasz Rutowski, którzy trenować mieli w kraju pod okiem Piotra Fijasa. Ponadto asystentem Kruczka został również Grzegorz Sobczyk. Fizjoterapeutą kadry A został Łukasz Gębala, a serwismenem – Kacper Skrobot. Współpracownikami zostali także: lekarz Aleksander Winiarski, biomechanik Piotr Krężałek, psycholog Kamil Wódka, konsultant do spraw motoryki Michał Wilk oraz trener Jan Szturc.
Kruczek podkreślił jednak, że mimo zmian w systemie (wprowadzenia podgrup) szkolenie miało przebiegać w sposób zbliżony do poprzednich sezonów.
Pierwsza grupa kadry młodzieżowej była prowadzona przez Roberta Mateję, a jej zawodnikami byli Aleksander Zniszczoł, Klemens Murańka, Bartłomiej Kłusek i Tomasz Byrt. Drugą grupę stanowili zaś Mateusz Kojzar, Krzysztof Biegun, Szymon Szostok i Grzegorz Miętus, trenowani przez Macieja Maciusiaka. Asystentem Matei został ponadto Wojciech Topór, a w obu kadrach konsultantem był Adam Małysz.
Prezes Polskiego Związku Narciarskiego Apoloniusz Tajner podkreślił znaczenie większej indywidualizacji szkolenia. Wszystkie grupy posiadały zabezpieczone szkolenie, różnice polegały m.in. na wysokości diet podróżnych i udostępnianym sprzęcie. Dobre wyniki mogły pozwolić na zmianę grupy szkoleniowej.
Na początku sezonu letniego Tomasz Byrt został odsunięty z kadry młodzieżowej i zawieszony w prawach zawodnika z powodu nierealizowania planu treningowego i samowolnego opuszczania konsultacji szkoleniowych.

## Sezon letni
20 maja w Kołobrzegu rozpoczęte zostało pierwsze w sezonie zgrupowanie kadry A. Następnie rozpoczęto skończone 9 czerwca treningi na skoczniach Skalite w Szczyrku, gdzie po raz pierwszy testowano kombinezony nowego kroju. Kolejne odbyło się w dniach 18-24 czerwca w Szczyrku i w Wiśle – codziennie trenowano na obiektach w obu miastach (normalnym w Szczyrku i dużym w Wiśle), wyjątkiem był Piotr Żyła, który ćwiczył jedynie na Malince. W tym czasie reprezentacja juniorska trenowała w Zakopanem.
Przed sezonem wprowadzone zostały przez Międzynarodową Federację Narciarską nowe zasady. Wśród nich znalazły się nowe regulacje dotyczące kombinezonów – miały być one bardziej przylegające do ciała niż do tej pory. Ponadto trenerzy zyskali możliwość zmiany długości najazdu dla swojego zawodnika, w zamian za rekompensatę punktową.

### Letnie Grand Prix

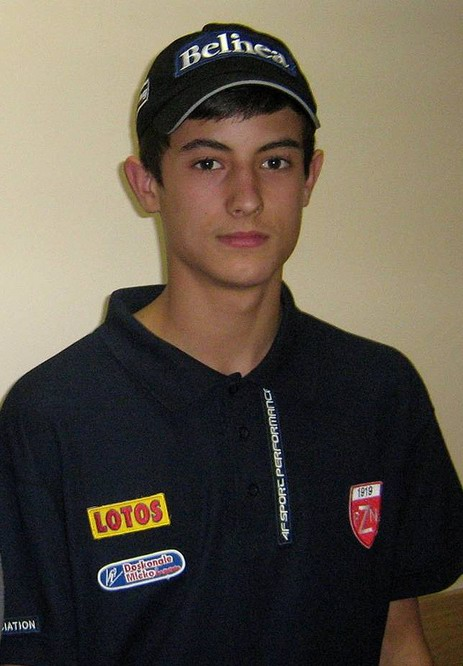
Maciej Kot – najlepszy z Polaków w Letnim Grand Prix 2012

Sezon Letniego Grand Prix 2012 rozpoczęły zawody w Wiśle na skoczni Adama Małysza. W kwalifikacjach do konkursu indywidualnego wystartowało dziesięciu Polaków, zaś dwóch kolejnych – Kamil Stoch i Piotr Żyła było pre-kwalifikowanych. Dawid Kubacki zwyciężył kwalifikacje skokiem na 122 m, łącznie w czterdziestce znalazło się oprócz niego siedmiu polskich zawodników, nie udało się to Murańce i Śliżowi.
20 lipca odbył się konkurs drużynowy na Malince – rozegrano tylko jedną serię ze względu na awarię oświetlenia. Polacy w składzie: Żyła, Stoch, Kubacki i Kot uplasowali się na drugim miejscu, tracąc 1,2 pkt do Słowenii. Najlepszą indywidualną notę uzyskał Maciej Kot.
Następnego dnia zawodnicy wystartowali w konkursie indywidualnym. Po pierwszej serii prowadził Kot, który po skoku na 128 m wyprzedzał o 7,2 pkt Simona Ammanna. Trzeci był Kamil Stoch, który uzyskał taką samą odległość. Kotowi udało się utrzymać prowadzenie i wygrał po raz pierwszy w karierze konkurs LGP, skacząc 123 m w drugiej kolejce. Stoch mimo dłuższej o półtora metra próby spadł na siódme miejsce. W drugiej dziesiątce sklasyfikowano Kłuska, Kubackiego, Żyłę i Bieguna. Do drugiej serii nie awansowali Zapotoczny, Zniszczoł, Bachleda i K. Miętus. Polska objęła też prowadzenie w klasyfikacji drużynowej.
Następne zawody cyklu rozegrano w Courchevel. Najlepszy rezultat uzyskał Kubacki, który po dwóch skokach na 122,5 m zajął piąte miejsce. Siódmy był Kot, który utrzymał pozycję lidera LGP. Piętnasty był Żyła, a Kłusek po złym skoku w drugiej kolejce zajął ostatnie premiowane punktami miejsce. Nie zapunktował Krzysztof Miętus. Kubacki awansował na ósme miejsce w klasyfikacji generalnej. Polska, która nie brała udziału w drużynowym konkursie mieszanym, spadła z pierwszego na trzecie miejsce w klasyfikacji zespołów, za Niemcy i Japonię.
19 sierpnia w Hinterzarten Polska wystąpiła w takim samym składzie. Kubacki oddał najlepiej oceniony skok w serii próbnej. Po pierwszej serii konkursowej najwyżej z polskich skoczków, na piątej pozycji, sklasyfikowany był Kubacki, po skoku na 98,5. Ostatecznie, po drugiej próbie o długości 103,5 m, zajął szóste miejsce. Siódmy był Żyła, jedenasty zaś Kot. Miętus i Kłusek uplasowali się w czwartej dziesiątce. Kot utracił pozycję lidera na rzecz Andreasa Wanka i spadł na trzecią lokatę w łącznej tabeli. Po zawodach kadra skierowała się na treningi do Ramsau.
W pierwszym konkursie w Hakubie, 25 sierpnia najlepszy z Polaków znowu okazał się Kubacki. Po pierwszej kolejce był trzynasty, jednak drugi co do długości skok konkursu (129,5 m) pozwolił mu na zajęcie piątego miejsca. 14. był Kłusek, 23. – Miętus, a nie zapunktowali Biegun i Zniszczoł. W drugim konkursie, dzień później panowały problematyczne warunki atmosferyczne. Kubacki stanął na najniższym stopniu podium po skokach na 113 m i 127 m, choć na półmetku rywalizacji zajmował jedenaste miejsce. Punkty zdobyli jeszcze: Kłusek (za 8. miejsce) i Zniszczoł (za 14.). Po zawodach w Japonii, kończących pierwszy period sezonu, Kubacki awansował na czwarte miejsce w generalnej klasyfikacji, tracąc 6 punktów do trzeciego Shimizu. Maciej Kot spadł na miejsce ósme.
Na konkursy w Ałmaty na skoczni Gornyj Gigant wysłano tylko dwóch polskich skoczków. W pierwszym dniu rywalizacji Kłusek zajął osiemnaste miejsce, a Żyła, który po skoku na 130 m był czwarty, w finałowej serii został zdyskwalifikowany za nieprawidłowy kombinezon. W drugim, jednoseryjnym konkursie zapunktował jedynie Żyła, zajmując dwudzieste miejsce.
Do zawodów w Hinzenbach zgłoszonych zostało sześciu polskich skoczków, jednak Kłusek nie przeszedł pomyślnie przez kwalifikacje. Zwycięstwo odniósł ponownie Maciej Kot, będąc również liderem po pierwszej kolejce. Oddał on skoki na 87,5 m i 88,5 m. Dziewiąte miejsce zajął Stoch, a dziewiętnasty był Kubacki. Żyła i Zniszczoł nie awansowali do drugiej serii. W klasyfikacji generalnej Kot awansował na szóste miejsce, wyprzedzając m.in. Kubackiego.
Ostatnia runda rozegrana została w Klingenthal. Po pierwszej serii konkursowej na czwartym miejscu plasował się Kot, po skoku na 133 m. Utrzymał tę pozycję po uzyskaniu 130 m w finałowej rundzie, czym zapewnił sobie piątą lokatę w klasyfikacji generalnej cyklu. Zapunktowali także Stoch (11.) i Żyła (27.). W czwartej dziesiątce sklasyfikowano Kłuska i Kubackiego, a Zniszczoł nie awansował do konkursu głównego.

#### Miejsca w klasyfikacji generalnej
Źródło: skokinarciarskie.pl
| Miejsce | Zawodnik             | Występy | Punkty |
| ------- | -------------------- | ------- | ------ |
| 5.      | Maciej Kot           | 5       | 310    |
| 8.      | Dawid Kubacki        | 7       | 218    |
| 25.     | Kamil Stoch          | 3       | 89     |
| 26.     | Bartłomiej Kłusek    | 8       | 84     |
| 26.     | Piotr Żyła           | 7       | 84     |
| 58.     | Aleksander Zniszczoł | 4       | 18     |
| 67.     | Krzysztof Biegun     | 3       | 11     |
| 72.     | Krzysztof Miętus     | 5       | 8      |

#### Miejsca na podium w konkursach LGP
| Lp | Data             | Miejscowość | Skocznia       | Punkt K | HS     | Zawodnik      | Skok 1 | Skok 2 | Nota      | Miejsce | Strata | Zwycięzca    |
| -- | ---------------- | ----------- | -------------- | ------- | ------ | ------------- | ------ | ------ | --------- | ------- | ------ | ------------ |
| 1. | 21 lipca 2012    | Wisła       | Adama Małysza  | K-120   | HS-134 | Maciej Kot    | 128 m  | 123 m  | 252,2 pkt | 1.      | –      | –            |
| 2. | 26 sierpnia 2012 | Hakuba      | Olimpijska     | K-120   | HS-131 | Dawid Kubacki | 113 m  | 127 m  | 229,4 pkt | 3.      | 15,8   | Andreas Wank |
| 3. | 30 września 2012 | Hinzenbach  | Aigner-Schanze | K-85    | HS-94  | Maciej Kot    | 87,5 m | 88,5 m | 230,1 pkt | 1.      | –      | –            |

#### Występy w konkursach drużynowych LGP
| Miejsce | Data          | Miejscowość | Skocznia          | Punkt K | HS     | Skład                                           | Najdłuższy skok | Nota      | Strata  | Zwycięzca |
| ------- | ------------- | ----------- | ----------------- | ------- | ------ | ----------------------------------------------- | --------------- | --------- | ------- | --------- |
| 2.      | 20 lipca 2012 | Wisła       | im. Adama Małysza | K-120   | HS-134 | Piotr Żyła Kamil Stoch Dawid Kubacki Maciej Kot | 125 m (M. Kot)  | 477,9 pkt | 1,2 pkt | Słowenia  |

### Letni Puchar Kontynentalny

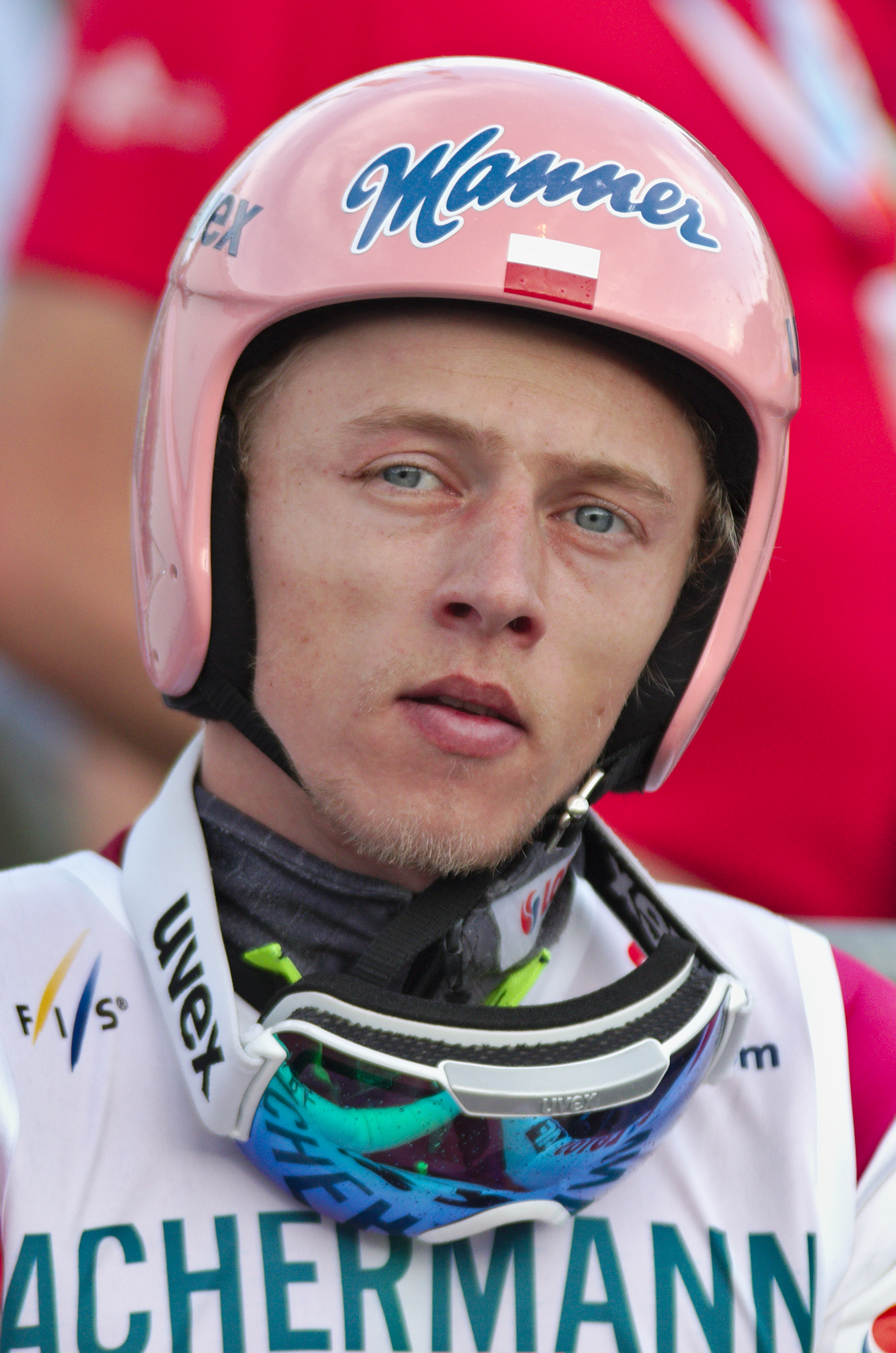
Dawid Kubacki – najlepszy z Polaków w Letnim Pucharze Kontynentalnym 2012

Sezon Letniego Pucharu Kontynentalnego 2012 rozpoczęły na przełomie czerwca i lipca dwa konkursy w austriackim Stams. W inauguracyjnym konkursie drugie miejsce zajął Dawid Kubacki, który był sklasyfikowany na ósmym miejscu po pierwszej serii. Oddał skoki na 103,5 m i 110 m, stracił 1,3 pkt do zwycięzcy, Boyda-Clowesa. Punktowali również Jan Ziobro i Marcin Bachleda. Startowało także pięciu innych Polaków. Następnego dnia Kubacki ponownie stanął na podium, tym razem na jego najniższym stopniu. Po pierwszej serii zajmował 11. miejsce ze skokiem na 106 m, jednak w drugiej skoczył na odległość 113 m, co było najdalszą próbą w całych zawodach. Tym samym objął prowadzenie w klasyfikacji generalnej. Punktował także Bachleda i Biegun. W trakcie tych zawodów trzykrotnie Polacy byli dyskwalifikowani za nieprawidłowe kombinezony.
Podczas pierwszego konkursu w Kranju, 7 lipca, najwyżej sklasyfikowany z Polaków był Kłusek. Skoki na 107 m i 106 m pozwoliły mu na zajęcie 5. pozycji w konkursie. Na 12. lokacie uplasował się Biegun, co było jego dotychczasowym najlepszym rezultatem w Pucharze Kontynentalnym. Punkty zdobyli również: Bachleda, Kubacki i Zniszczoł. Dla Dawida Kubackiego stosunkowo niska (23.) pozycja w konkursie oznaczała utratę pozycji lidera klasyfikacji generalnej Pucharu. W tych zawodach Szymon Szostok debiutował w zawodach tej rangi poza krajem, ale nie punktował. W drugim konkursie w słoweńskiej miejscowości najwyższą spośród Polaków pozycję – piętnastą – po skokach na 107 m i 96 m zajął Kłusek. Punktował też Zniszczoł, a Kubacki został zdyskwalifikowany ze względu na nieprawidłowy kombinezon. W porównaniu do stanu po zakończeniu rundy w Stams, w generalnej klasyfikacji Kubacki spadł z pierwszej na piątą pozycję.
14 i 15 lipca rozegrano zawody pucharu w Krasnej Polanie na skoczniach, na których w 2014 roku rozegrano konkursy zimowych igrzysk olimpijskich. W pierwszym konkursie punktowało czterech Polaków. Wśród nich najwyżej, na ósmej lokacie uplasował się Kubacki, skacząc 134 m i 126 m; oprócz niego do finałowej rundy awansował G. Miętus, Kłusek i Ziobro. Drugiego dnia Kubacki stanął na podium po raz trzeci w tamtej edycji, pierwotnie kończąc zawody na piątej pozycji (126 m i 130,5 m), jednak dzięki dyskwalifikacji Wasiljewa i Hrgoty uplasował się na trzecim miejscu. W trzeciej dziesiątce sklasyfikowano Zniszczoła, Kłuska oraz Miętusa. W klasyfikacji generalnej, w porównaniu do sytuacji po konkursach w Kranju, Kubacki został sklasyfikowany o jedną pozycję wyżej – był czwarty z dorobkiem 240 punktów.
11 sierpnia w pierwszym konkursie w Kuopio tylko jeden Polak – Szymon Szostok – nie zdobył punktów. Grzegorz Miętus, po skokach na 115,5 m w pierwszej i o dwa metry dalej w drugiej zajął ósme miejsce. Startujący pierwszy raz tamtego lata Stefan Hula był dwunasty, na kolejnej pozycji uplasował się Biegun, Ziobro zajął 19. miejsce, Zniszczoł – 22., a Zapotoczny 23.. Dla tego ostatniego były to pierwsze punkty tamtego lata. W drugim konkursie najlepiej z polskich skoczków skakał Biegun, który po oddaniu prób na 120 m i 116 m uplasował się na ósmej lokacie. Punkty zdobyło też czterech innych Polaków. Zapotoczny po pierwszej serii plasował się na siódmej pozycji (122 m), ale w drugiej wylądował na 106. metrze i spadł na 24. miejsce w ostatecznej klasyfikacji.
Podczas pierwszego konkursu w Lillehammer, 8 września, zapunktowało tylko dwóch Polaków – Łukasz Rutkowski, dla którego był to pierwszy występ w sezonie zajął 20. miejsce, natomiast Zniszczoł był 28. Następnego dnia punkty zdobyło trzech reprezentantów Polski – Grzegorz Miętus był 20., Łukasz Rutkowski 26., natomiast Zniszczoł zajął ostatnią punktowaną, 30. lokatę. W klasyfikacji generalnej najlepszy z Polaków, Dawid Kubacki, spadł z czwartego na siódme miejsce.
15 września, podczas pierwszego konkursu w Czajkowskim najwyżej uplasowanym Polakiem był Biegun, który zajął dziesiąte miejsce. Dwa miejsca dalej sklasyfikowano Jana Ziobrę. Punktowało też trzech innych Polaków. Dzień później najlepszy spośród polskich zawodników rezultat osiągnął Ziobro, który po skokach na 126,5 m i 132,5 m zajął piąte miejsce. Punkty zdobyło również pięciu innych Polaków.
Ostatnia runda LPK odbyła się w Klingenthal. W pierwszym konkursie, który odbył się 22 września, najlepszym Polakiem był ponownie Ziobro – po dwóch skokach na 123,5 m, podobnie jak przed tygodniem uplasował się na piątym miejscu, tym razem ex aequo z Ole Mariusem Ingvaldsenem. Dwunasty był Zniszczoł, punktował też G. Miętus i Zapotoczny. Również w odbywającym się następnego dnia, finałowym konkursie cyklu, najlepszy z reprezentantów Polski zajął piąte miejsce. Tym razem był to jednak Grzegorz Miętus, który oddał skok na 134 m w serii pierwszej i o pół metra dłuższy w drugiej. Na kolejno, dziewiątym i dziesiątym miejscu sklasyfikowano Zniszczoła i Bieguna.

#### Miejsca na podium
| Lp. | Data            | Miejscowość     | Skocznia           | Punkt K | HS     | Zawodnik      | Skok 1  | Skok 2  | Nota      | Lok. | Strata   | Zwycięzca             | Źródło |
| --- | --------------- | --------------- | ------------------ | ------- | ------ | ------------- | ------- | ------- | --------- | ---- | -------- | --------------------- | ------ |
| 1.  | 30 czerwca 2012 | Stams           | Brunnentalschanzen | K-105   | HS 115 | Dawid Kubacki | 103,5 m | 110,0 m | 233,3 pkt | 2.   | 1,3 pkt  | Mackenzie Boyd-Clowes | [ 34 ] |
| 2.  | 1 lipca 2012    | Stams           | Brunnentalschanzen | K-105   | HS 115 | Dawid Kubacki | 106,0 m | 113,0 m | 241,2 pkt | 3.   | 9,0 pkt  | Lukas Müller          | [ 34 ] |
| 3.  | 15 lipca 2012   | Krasnaja Polana | Russkije Gorki     | K-125   | HS 140 | Dawid Kubacki | 126,0 m | 130,5 m | 224,0 pkt | 3.   | 11,7 pkt | Anders Jacobsen       | [ 42 ] |

#### Miejsca w klasyfikacji generalnej
Źródło: skijumping.pl
| Miejsce | Zawodnik             | Występy | Punkty |
| ------- | -------------------- | ------- | ------ |
| 8.      | Dawid Kubacki        | 6       | 240    |
| 17.     | Grzegorz Miętus      | 12      | 161    |
| 21.     | Krzysztof Biegun     | 14      | 145    |
| 21.     | Jan Ziobro           | 14      | 145    |
| 25.     | Aleksander Zniszczoł | 12.     | 136    |
| 41.     | Bartłomiej Kłusek    | 6       | 78     |
| 63.     | Andrzej Zapotoczny   | 10      | 42     |
| 66.     | Marcin Bachleda      | 4       | 34     |
| 66.     | Stefan Hula          | 4       | 34     |
| 77.     | Krzysztof Miętus     | 10      | 23     |
| 80.     | Łukasz Rutkowski     | 6       | 20     |

### Pozostałe zawody

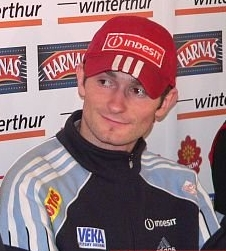
Rafał Śliż – drugi zawodnik pierwszego konkursu FIS Cup w Wiśle

W dniach 21-22 lipca odbyły się międzynarodowe zawody Pokal der Wohnungsbaugessllschaft w Bad Freienwalde. Zwycięstwo w otwartym (11-29 lat) konkursie na skoczni K-60 odniósł tam Bartłomiej Czyż (68,5 m i 69,5 m), a drugi był Łukasz Podżorski (66 m i 68,5 m). Oprócz tego zwycięstwa w swoich kategoriach wiekowych odnieśli następujący polscy zawodnicy: Łukasz Podżorski (kat. 17 lat), Tomasz Pilch (kat. 12-13 lat), Kacper Kupczak (kat. 18-21), Anna Twardosz (specjalna klasa K-21), Monika Luber (kat. 16 lat kobiet), Mateusz Małyjurek (specjalna klasa K-42) i Marcin Małyjurek (specjalna klasa K-21).
W dniach 26-29 lipca rozegrano FIS Schüler Grand Prix, gdzie najwyższą spośród Polaków pozycję zajęli Wiktor Fickowski, ósmy w kat. 11 lat oraz Dawid Heberny, ósmy w kat. 12 lat. W konkursie drużynowym polskie składy zajęły siódme i ósme miejsce.
Sebastian Okas reprezentował Polskę na zawodach FIS Cup w Kuopio 8 i 9 sierpnia 2012 – uplasował się na 31. i 39. pozycji.
20 sierpnia podczas zawodów FIS Youth Cup (dla zawodników z rocznika 1998 i młodszych) na skoczni HS77 w Hinterzarten zwycięstwo odniósł Dawid Jarząbek, skacząc na 77 m i 75,5 m. Paweł Wąsek uplasował się na 16. pozycji, Paweł Chyc na 26., a Bartosz Czyż na 39.
1 września rozegrano we Frenštácie pod Radhoštěm Memoriał Jiříego Raški. Czwarte miejsce zajął w nim Bartłomiej Kłusek, a piąty był Aleksander Zniszczoł.
Podczas zawodów FIS Cup w Wiśle, 8 i 9 września na podium stanęło dwóch Polaków – w pierwszym z nich drugie miejsce zajął Rafał Śliż, po skokach na 123,5 m i 125 m, a w drugim również na drugim uplasował się Artur Kukuła, skacząc na 122,5 i 124,5 m.
W pierwszym konkursie oprócz Śliża punktowali także: Artur Kukuła (czwarty), Dawid Kanik (9.), Wojciech Gąsienica-Kotelnicki (11.), Jakub Wolny (19.), Stanisław Biela (22.), Jakub Kot (23.), Konrad Janota (25.), Mateusz Kojzar (25.), Łukasz Podżorski (29.), Jan Zięba (30.). Poza pierwszą trzydziestką sklasyfikowano: Krystiana Gryczuka, Szymona Szostoka, Piotra Świerczka, Michała Milczanowskiego, Wojciecha Fąferko, Piotra Mojżesza, Sebastiana Okasa i Patryka Dunajskiego.
W drugim natomiast punktowali, prócz Kukuły: Gąsienica-Kotelnicki (6.), Kanik (10.), Janota (19.), Podżorski (21.), Kojzar (24.), Adam Ruda (27.), Wolny (28.), natomiast punktów nie zdobyli: Gryczuk, Kot, Biela, Milczanowski, Szostok, Świerczek, Zięba, Mojżesz, Przemysław Kantyka, Faferko, Dunajski i Okas.

#### Miejsca na podium w konkursach FIS Cup
| Lp | Data            | Miejscowość | Skocznia | Punkt K | HS     | Zawodnik     | Skok 1  | Skok 2  | Nota      | Miejsce | Strata  | Zwycięzca       |
| -- | --------------- | ----------- | -------- | ------- | ------ | ------------ | ------- | ------- | --------- | ------- | ------- | --------------- |
| 1. | 8 września 2012 | Wisła       | Malinka  | K-120   | HS-134 | Rafał Śliż   | 123,5 m | 125 m   | 243,8 pkt | 2.      | 2,6 pkt | Daniel Althaus  |
| 2. | 9 września 2012 | Wisła       | Malinka  | K-120   | HS-134 | Artur Kukuła | 122,5 m | 124,5 m | 239,1 pkt | 2.      | 5,8 pkt | Čestmír Kožíšek |

## Sezon zimowy

### Puchar Świata

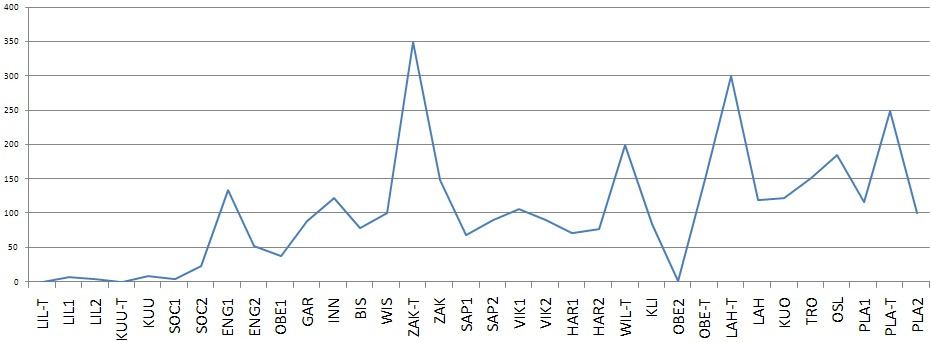
Punkty zdobyte przez Polskę w poszczególnych konkursach Pucharu Świata

Polacy rozpoczęli rywalizację w Pucharze Świata 2012/2013 od indywidualnego konkursu na normalnej skoczni w Lillehammer 24 listopada. Punktował w nim Maciej Kot (25. miejsce) i Kamil Stoch (30.). Poza pierwszą trzydziestką znaleźli się Dawid Kubacki, Krzysztof Miętus i Piotr Żyła, a kwalifikacji nie przebrnął Bartłomiej Kłusek. Na dużej skoczni punkty zdobył tylko Miętus, który zajął 26. pozycję po skokach na 128,5 m i 125,5 m. Stoch i Żyła uplasowali się w czwartej, a pozostali Polacy w piątej „dziesiątce” tabeli wyników. Polacy znajdowali się na dziesiątym miejscu w klasyfikacji Pucharu Narodów, a najwyżej sklasyfikowanym indywoidualnie Polakiem był Maciej Kot (32. miejsce, 6 punktów). Występ polskiej drużyny został nazwany w mediach „bardzo słabym”.
Kolejne konkursy odbył się w Ruce, a jedyną zmianą w drużynie był brak Kłuska. W konkursie drużynowym Polacy, w składzie: Stoch, Żyła, Kubacki i Kot zajęli ostatnie, jedenaste miejsce, a najdłuższy skok (123,5 m) oddał Kubacki. W indywidualnym konkursie punkty zdobył właśnie on, zajmując 22. miejsce po skokach na 127,5 m i 115,5 m. Były to pierwsze punkty PŚ w karierze tego zawodnika. Kot był 32., Miętus i Żyła uplasowali się w piątej dziesiątce, a Stoch nie awansował do głównego konkursu.
Następnie Żyła i Stoch wyjechali z głównym trenerem, Łukaszem Kruczkiem na trening do austriackiego Ramsau. Do składu na PŚ w Krasnaje Polanie desygnowano: Dawida Kubackiego, Macieja Kota, Bartłomieja Kłuska i Krzysztofa Miętusa, z trenerem Zbigniewem Klimowskim. W obu rosyjskich konkursach punktowali Kot i Kubacki. W pierwszym zajęli pozycje, kolejno: 28. i 30., zaś w drugim: 22. i 17. Trener Łukasz Kruczek przyznał później, że rozważał dymisję po słabych wynikach w początkowej części zimy, jednak zawodnicy oponowali.
Do obsady konkursów w szwajcarskim Engelbergu, poprzedzających Turniej Czterech Skoczni, dołączyli Kamil Stoch i Piotr Żyła. Pierwszy z nich rozegrano 15 grudnia. Kamil Stoch był po pierwszej serii liderem konkursu, po skoku na 132,5 m. Miał 0,8 pkt przewagi nad drugim Schlierenzauerem. W drugiej serii skoczył na 134 m i zajął drugie miejsce, przegrywając o 0,1 pkt z Andreasem Koflerem. Kubacki zakończył zawody na dziewiątym miejscu, Kot był siedemnasty, Miętus dwudziesty trzeci, a Murańka dwudziesty ósmy. Nie punktował tylko Żyła. Była to największa do tamtej pory liczba punktów zdobyta przez Polaków (134 punkty). W drugim szwajcarskim konkursie zapunktowało trzech Polaków. Kot był trzynasty, Stoch – czternasty, a Kubacki siedemnasty. Najwyżej z Polaków w klasyfikacji generalnej był teraz Stoch (osiemnasty), a Polska awansowała na siódme miejsce Pucharu Narodów.
Do 61. Turnieju Czterech Skoczni zgłoszonych zostało siedmiu Polaków. Przed pierwszym konkursie, w Oberstdorfie, Stoch wygrał serię próbną. W pierwszej serii konkursowej okazał się lepszy od przydzielonego mu w systemie KO Jaka Hvali – skoczył na 132,5 m i był piąty. Ostatecznie zajął trzynaste miejsce po lądowaniu na 125. metrze w finałowej rundzie. Do lidera TCS, Jacobsena tracił 44,3 pkt. Hula był w tym konkursie 21., Kubacki – 26., a Murańka – 28. W rundzie KO odpadli Żyła, Miętus i Kot.

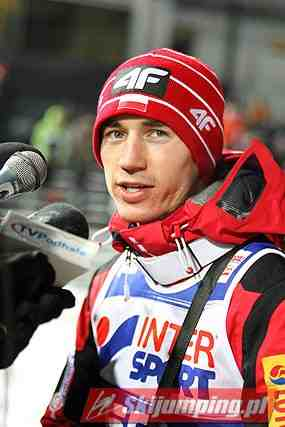
Kamil Stoch – trzeci zawodnik klasyfikacji generalnej Pucharu Świata 2012/2013

Kwalifikacje do konkursu w Ga-Pa przeszli wszyscy Polacy oprócz Murańki, który został zdyskwalifikowany. W pierwszej serii konkursowej Stoch pokonał swojego konkurenta Simona Ammanna i zajmował drugie miejsce po skoku na 142 m. Szósty był Kot, który uzyskał 134,5 m, awans wywalczył także Kubacki i Żyła. W finałowej rundzie Stoch spadł na szóste miejsce (ex aequo z Wasiljewem), Kot awansował na piąte, 28. był Kubacki, a Żyła – 30. Stoch przesunął się po tym konkursie na siódme miejsce klasyfikacji generalnej Turnieju (ze stratą 60,2 pkt do lidera).
Przed konkursem w Innsbrucku Klemens Murańka został odesłany do Polski. Wszyscy pozostali reprezentanci Polski zakwalifikowali się do konkursu – Stoch i Kot byli drudzy w kwalifikacjach wraz z Jacobsenem, a Miętus był piąty. Po pierwszej serii konkursu Stoch znajdował się na czwartej pozycji, skacząc na 124,5 m. W drugiej uzyskał o półtora metra mniej i stanął na drugim stopniu podium ze stratą 12,8 pkt do zwycięzcy, Schlierenzauera. Kot zajął dziewiąte miejsce, Żyła (będący lucky loserem) – 22., a Miętus – 27., pozostali zaś nie punktowali. Stoch po tych zawodach awansował na szóstą pozycję klasyfikacji Turnieju, jednak jego strata do lidera wynosiła 60,5 pkt. W czołowej „trzydziestce” byli jeszcze Kot (24.), Kubacki (26.) i Żyła (30.).
W kwalifikacjach do konkursu w Bischofshofen najwyżej z polskich skoczków uplasował się Stoch, który był drugi. Po pierwszej serii, w której oddał skok na 131 m, plasował się na czwartej pozycji. Piąty Maciej Kot skoczył o metr dalej, awansowali także Stefan Hula (który pokonał Freunda) i Piotr Żyła. W finałowej rundzie Stoch utrzymał swoje miejsce, oddając spóźniony na progu skok na 131,5 m. Kot spadł na dziesiąte miejsce, a na ostatnich punktowanych miejscach uplasowali się Hula i Żyła.
Kamil Stoch uplasował się w finalnej klasyfikacji Turnieju Czterech Skoczni na miejscu czwartym, tracąc 2 pkt do trzeciego Toma Hilde i 73 pkt do zwycięzcy, Gregora Schlierenzauera. Jego łączna nota wyniosła 1027,2 pkt. Maciej Kot uplasował się na miejscu dwudziestym, Żyła na 23., Hula był 30. Pozostali Polacy uplasowali się poza pierwszą trzydziestką.
W klasyfikacji generalnej PŚ, w stosunku do sytuacji sprzed Turnieju, Kamil Stoch awansował z osiemnastego na ósme miejsce, zaś Maciej Kot awansował z trzydziestej na dziewiętnastą pozycję. Dwóch reprezentantów Polski zdobyło pierwsze punkty w sezonie – Piotr Żyła, który był sklasyfikowany na 47. pozycji i Stefan Hula, który plasował się o jedno miejsce wyżej. Pozostali Polacy spadli w tabeli. Natomiast w Pucharze Narodów reprezentacja awansowała z siódmego na szóste miejsce, wyprzedzając Rosję.
8 stycznia, w kwalifikacjach do konkursu w Wiśle wystartowało dziesięciu reprezentantów gospodarzy, z których ośmiu uzyskało awans do konkursu głównego (odpadli Jan Ziobro i Klemens Murańka). Maciej Kot zwyciężył tę serię. Następnego dnia odbył się rozgrywany w zmiennych warunkach wietrznych, pierwszy w historii konkurs na skoczni im. Adama Małysza. Po otwierającej serii najwyżej sklasyfikowanym Polakiem był Piotr Żyła, który po skoku na 125 m plasował się na 12. pozycji. Trzy pozycje niżej znajdował się Kamil Stoch, który osiągnął 122 m. Awansowali także Maciej Kot i Stefan Hula, a rywalizację zakończyli na tej rundzie Aleksander Zniszczoł, Łukasz Rutkowski, Krzysztof Miętus (czwarta dziesiątka), Dawid Kubacki i Bartłomiej Kłusek (piąta dziesiątka). W finałowej serii Żyła skoczył na 123 m i uplasował się na najwyższym w dotychczasowej karierze, szóstym miejscu. Stoch był 7., Kot – 13., a Hula – 27. Niektórzy polscy reprezentanci narzekali po zawodach na zmęczenie wynikające z dużej częstotliwości zawodów na początku roku.
11 stycznia odbył się konkurs drużynowy na Wielkiej Krokwi. Polacy skakali w składzie: Żyła, Kot, Miętus i Stoch. Po pierwszej serii znajdowali się oni na prowadzeniu, wyprzedzając Słowenię o 25,7 pkt. Ostatecznie zajęli oni drugie miejsce, a jednym z czynników była próba Miętusa wylądowana na 108. metrze. Kwalifikacje do konkursu indywidualnego odbyły się w tym samym dniu co konkurs główny, 12 stycznia. Wśród zgłoszonych jedenastu reprezentantów gospodarzy, w premiowanej awansem czołowej „czterdziestce” uplasowało się ośmiu Polaków, a dodatkowo Kamil Stoch był prekwalifikowany. Do pierwszej serii konkursu nie awansowali tylko Murańka i Kłusek.
Po pierwszej serii konkurowej Stoch był liderem (oddał w niej skok na 133 m). Do finału awansowali także: dziewiąty Kot, jedenasty Ziobro oraz Żyła, Zniszczoł, Hula i Miętus. Punktów nie zdobyli Kubacki i Rutkowski. Ostatecznie Stoch stanął na najniższym stopniu podium, będąc wyprzedzonym przez norweskich zawodników po próbie o długości 127 m. Kot awansował na piąte miejsce, osiemnasty był Żyła, dwudziesty – Ziobro, a w trzeciej dziesiątce sklasyfikowano pozostałych. Po domowych konkursach Polska awansowała na piąte miejsce w Pucharze Narodów, wyprzedzając reprezentację Japonii. Indywidualnie, Stoch awansował z ósmego na siódme miejsce, awansowało także kilku innych Polaków.
Kolejna runda PŚ odbyła się w Sapporo tydzień później. W pierwszym konkursów najwyżej z Polaków uplasował się Stoch (był dziewiąty). Dziesiąty był Kot, punktowali także Żyła i Hula, natomiast Miętus został zdyskwalifikowany. Drugi konkurs rozgrywany był w trudnych warunkach atmosferycznych. Piąte miejsce zajął w nim Stoch, 14. był Kot, 18. – Kubacki (po pierwszym skoku znajdował się on w czołowej „dziesiątce”), punktowali też Żyła (22.) i Miętus (25.). W klasyfikacji generalnej po konkursach w Japonii Stoch awansował o kolejną pozycji.
Pierwsze zawody w lotach narciarskich w tamtym sezonie odbyły się w Vikersund. Najwyższe, piąte, miejsce zajął Stoch. Po pierwszej serii był trzeci, jednak w drugiej spadł w klasyfikacji mimo wyrównania rekordu Polski (232,5 m). Jedno miejsce niżej uplasował się Piotr Żyła, punktował także Kot (16.) i Miętus (25.). W drugim konkursie najwyżej z Polaków sklasyfikowano Stocha (był siódmy). Żyła był 10., Kot – 14., Miętus – 22., a Kubacki – 28. Po tych konkursach Stoch awansował na piąte miejsce w klasyfikacji generalnej, wyprzedzając Andreasa Koflera. W klasyfikacji lotów szóste miejsce zajmował Stoch, ósmy był Żyła.
Do zawodów w Harrachovie zgłoszono tych samych reprezentantów Polski. Przełożony o jeden dzień konkurs odbył się w trudnych warunkach wietrznych. Dziewiąte miejsce zajął w nim Stoch, który w swoim pierwszym skoku uzyskał ponad 50-punktową rekompensatę za obniżoną belkę. Miętus był 14., Kot – 16., a Żyła – 22. Kubacki, którego drugą próbę zakłócił mocny podmuch zdobył jeden punkt. Drugi, jednoseryjny konkurs na czeskim mamucie rozegrano jeszcze tego samego dnia. Ósmy był w nim Stoch po skoku na 177,5 m, 13. miejsce zajął Żyła, 16. – Kot, 21. – Miętus, a 34. – Kubacki. Po zawodach w Harrachovie trener Kruczek określił dzień jako „szalony”, a konkursy jako ryzykowne. W klasyfikacji PŚ w lotach Stoch spadł z szóstej pozycji za ósmą, a w głównej utrzymał piąte miejsce.
Do otwierającego FIS Team Tour konkursu indywidualnego w Willingen zakwalifikowało się tylko trzech Polaków, jednak został on odwołany. Rozegrano tam konkurs drużynowy, w którym Polska startowała w składzie: Żyła, Miętus, Kubacki i Stoch. Zajęli w nim piąte miejsce.
13 lutego rozegrano konkurs w Klingenthal. Piotr Żyła zajął w nim szóste miejsce po skokach na 135 m i 128,5 m. Miętus zajął jedenaste miejsce, a po pierwszym skoku na 145 m był siódmy. Kota sklasyfikowano na 13. miejscu, a 30. był Stoch, którego zdyskwalifikowano w drugiej rundzie. Punktów nie zdobył jedynie Kubacki. Polska utrzymała piąte miejsce w klasyfikacji FIS Team Tour, zwiększając jednak stratę do liderów, Słoweńców.
Ze względu na zbliżające się mistrzostwa świata, w zawodach lotów narciarskich w Oberstdorfie wystąpiła kadra juniorów: Klemens Murańka, Krzysztof Biegun, Jan Ziobro, Bartłomiej Kłusek i Aleksander Zniszczoł. Dla Bieguna, Ziobro i Kłuska był to debiut w zawodach na skoczni mamuciej, a dodatkowo pierwszy z nich debiutował w PŚ. Kwalifikacji nie przebrnął jedynie Zniszczoł. W serii próbnej wszyscy Polacy zajęli miejsca w ostatniej dziesiątce, jednak Biegun i Ziobro poprawili swoje rekordy życiowe (odpowiednio: 175,5 m i 173,5 m). W konkursie punkt zdobył tylko Biegun. Oddał skoki na 180 m i 172 m i zajął 30. miejsce. Po tym konkursie Biegun pojawił się na 80. miejscu w tabeli generalnej PŚ. Polska, która dotychczas była piąta w klasyfikacji FIS Team Tour, została wyprzedzona przez Japonię i Czechy.
Ostatnim konkursem w ramach FTT była rywalizacja drużynowa w lotach narciarskich w Oberstdorfie. W porównaniu z konkursem indywidualnym w składzie Polaków znalazł się, kosztem Kłuska, Zniszczoł. W pierwszej grupie skakał Biegun, który uzyskał 197,5 m. Polacy byli szóści po zakończeniu pierwszej rundy i utrzymali to miejsce do końca konkursu.
Pierwszymi zawodami Pucharu Świata po mistrzostwach świata były te w Lahti. Stoch uzyskał najlepsze wyniki na treningach i w seriach próbnych przed oboma zaplanowanymi konkursami. Najpierw rozegrano konkurs drużynowy, gdzie reprezentacja Polski wystąpiła w składzie: Kot, Żyła, Miętus i Stoch. Polska zajmowała po pierwszej serii czwartą lokatę, ze stratą 2,3 pkt do trzecich Austriaków. Ostatecznie zajęli trzecie miejsce. W konkursie indywidualnym Stoch zajął piątą pozycję po skokach na 124 m i 123,5 m. Po otwierającej rundzie był drugi. Szóste miejsce zajął Maciej Kot (125,5 m i 125,5 m), Żyła był dwunasty, a Miętus – dziewiętnasty. Kubacki i Hula nie punktowali.
Po pierwszej kolejce konkursu w Kuopio w stawce prowadził Stoch, który po uzyskaniu 135 m miał przewagę 7,9 pkt nad drugim Severinem Freundem. W drugiej uzyskał 129 m i odniósł zwycięstwo. Żyła zajął 15. lokatę, a Kubacki – 24. Punktów nie zdobyli Kot, Hula i Miętus. Po konkursach w Finlandii Stoch utrzymał piątą pozycję w klasyfikacji generalnej Pucharu Świata, zmniejszając stratę do czwartego zawodnika, którym został Jacobsen, z 97 pkt do 45 pkt. Kot awansował z 18. na 17. miejsce, Żyła z 26. na 25.
14 marca rozpoczęły się zawody w Trondheim. Kwalifikacje zwyciężył Piotr Żyła uzyskując odległość 140 m. Drugie zwycięstwo z rzędu odniósł Kamil Stoch, który oddał skoki na 131 m i 140 m, a po pierwszej kolejce zajmował trzecią pozycję. 9. był Żyła, 17. – Kubacki, 24. – Kot, 29. – Hula. Ostatnie miejsce zajął Miętus. Po tym konkursie Stoch awansował na trzecią pozycję w klasyfikacji generalnej.
Dzień później rozpoczęła się rywalizacja na Holmenkollbakken. Po pierwszym skoku drugie miejsce zajmował Stoch (132 m), a trzecie – Żyła (135,5 m). W finałowej rundzie Żyła uzyskał 133,5 m i odniósł pierwsze w karierze zwycięstwo, ex aequo z Gregorem Schlierenzauerem. Stoch, który z obniżonej na prośbę trenera belki uzyskał 121 m, spadł na czwarte miejsce. Kot był jedenasty, a Kubacki – 20. Nie punktował Miętus, a Hula został wcześniej zdyskwalifikowany w kwalifikacjach. Piotr Żyła dzięki wiktorii przesunął się w generalnej tabeli z 24. na 19. lokatę.

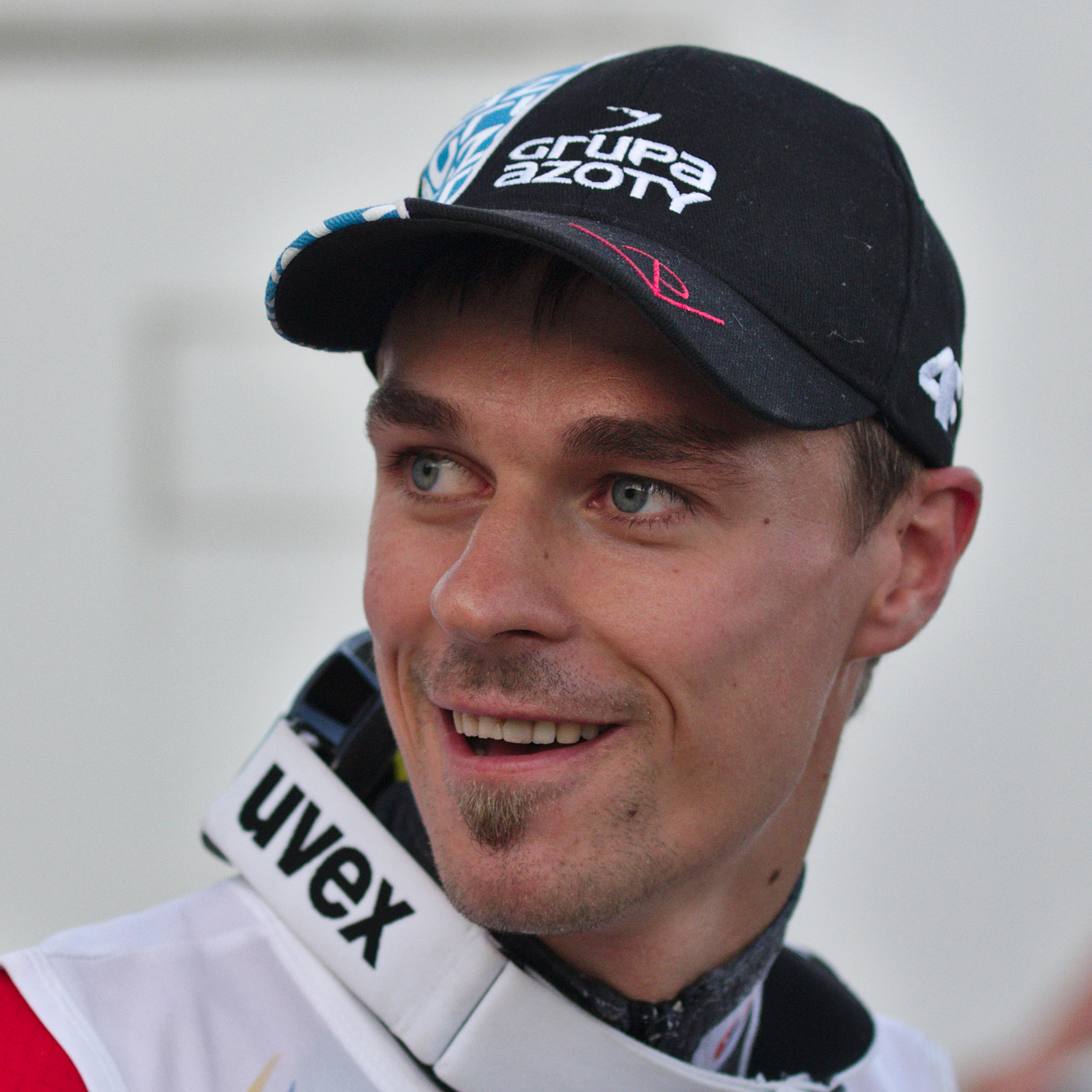
Piotr Żyła – ósmy zawodnik Pucharu Świata w lotach w sezonie 2012/2013

21 marca rozpoczął się kończący sezon Puchar Świata na Letalnicy. W oficjalnym treningu pierwsze dwie pozycje zajęli Kamil Stoch i Piotr Żyła. Kwalifikacji do pierwszego konkursu nie przeszedł tylko Hula. Po pierwszej rundzie konkursu najwyżej plasował się Piotr Żyła, który był czwarty po locie na 212,5 m. Siedem metrów bliżej wylądował Kot i zajmował szóstą pozycję, a jedenasty był Stoch, który uzyskał równe 200 m. Do drugiej serii nie awansowali Kubacki i Miętus. W finałowej rundzie Stoch utrzymał swoją lokatę, Kot spadł na ósme miejsce. Natomiast Piotr Żyła oddał skok na odległość 216,5 m, dzięki czemu zajął najniższe miejsce na podium. Kamil Stoch zmniejszył swoją stratę do drugiego w klasyfikacji generalnej PŚ Bardala do 63 pkt. Następnie odbył się konkurs drużynowy, gdzie Polskę reprezentowali Żyła, Kot, Miętus i Stoch. Po pierwszej serii zajmowali oni piąte miejsce, a w drugiej przesunęli się na czwartą.
W finałowym konkursie PŚ Polacy mogli wystawić czterech reprezentantów: Stocha, Kota, Żyłę i Kubackiego. Najwyższe miejsce zajął Żyła, który po skokach na 201,5 m i 216 m uplasował się na piątym miejscu. 8. był Stoch, 18. – Kot, a 21. – Kubacki.
Kamil Stoch utrzymał trzecie miejsce w końcowej klasyfikacji generalnej sezonu 2013/2014, ponieważ jedyny konkurent – Severin Freund zajął w konkursie dziewiątą pozycję. Piotr Żyła dzięki wysokiej lokacie awansował na piętnastą lokatę, wyprzedzając Macieja Kota. Ten spadł z 17. na 18. miejsce. Żyła awansował także w tabeli lotników, wyprzedzając Stocha i zajmując ósmą pozycję. Wspomniany Stoch pozostał na dziewiątej lokacie, zaś Kot na szesnastej.

#### Miejsca w klasyfikacji generalnej Pucharu Świata
Źródło: skokinarciarskie.pl
| Miejsce | Zawodnik             | Punkty | Strata | Zmiana |
| ------- | -------------------- | ------ | ------ | ------ |
| 3.      | Kamil Stoch          | 953    | 667    | +2     |
| 15.     | Piotr Żyła           | 485    | 1135   | +4     |
| 18.     | Maciej Kot           | 460    | 1160   | +17    |
| 36.     | Dawid Kubacki        | 142    | 1478   | NS     |
| 38.     | Krzysztof Miętus     | 103    | 1517   | +12    |
| 54.     | Stefan Hula          | 28     | 1592   | NS     |
| 65.     | Jan Ziobro           | 11     | 1609   | NS     |
| 68.     | Aleksander Zniszczoł | 8      | 1612   | -21    |
| 75.     | Klemens Murańka      | 6      | 1614   | -19    |
| 81.     | Krzysztof Biegun     | 1      | 1619   | NS     |

#### Miejsca w klasyfikacji generalnej Pucharu Świata w lotach
Źródło: skokinarciarskie.pl
| Miejsce | Zawodnik         | Punkty | Strata | Zmiana |
| ------- | ---------------- | ------ | ------ | ------ |
| 8.      | Piotr Żyła       | 200    | 344    | +15    |
| 9.      | Kamil Stoch      | 198    | 346    | -3     |
| 16.     | Maciej Kot       | 108    | 436    | +16    |
| 30.     | Krzysztof Miętus | 42     | 502    | +13    |
| 42.     | Dawid Kubacki    | 14     | 530    | NS     |
| 58.     | Krzysztof Biegun | 1      | 543    | NS     |

#### Miejsca w klasyfikacji generalnej Turnieju Czterech Skoczni
Źródło: skokinarciarskie.pl
| Miejsce | Zawodnik         | Występy | Skoki | Punkty | Strata | Zmiana |
| ------- | ---------------- | ------- | ----- | ------ | ------ | ------ |
| 4.      | Kamil Stoch      | 4       | 8     | 1027,2 | -73,0  | +4     |
| 20.     | Maciej Kot       | 4       | 7     | 840,6  | -259,6 | +14    |
| 23.     | Piotr Żyła       | 4       | 7     | 798,8  | -301,4 | +16    |
| 30.     | Stefan Hula      | 4       | 6     | 704,2  | -396,0 | +32    |
| 31.     | Dawid Kubacki    | 4       | 6     | 698,0  | -402,2 | +32    |
| 37.     | Krzysztof Miętus | 4       | 5     | 569,1  | -531,1 | NS     |
| 51.     | Klemens Murańka  | 1       | 2     | 242,6  | -857,6 | NS     |

#### Miejsca na podium w konkursach Pucharu Świata
| Nr | Data             | Miejscowość | Skocznia             | Punkt K | HS     | Zawodnik    | Skok 1  | Skok 2  | Nota      | Lok. | Strata   | Zwycięzca             | Źródło  |
| -- | ---------------- | ----------- | -------------------- | ------- | ------ | ----------- | ------- | ------- | --------- | ---- | -------- | --------------------- | ------- |
| 1. | 15 grudnia 2012  | Engelberg   | Gross-Titlis-Schanze | K-125   | HS-137 | Kamil Stoch | 132,5 m | 134,0 m | 272,5 pkt | 2.   | 0,1 pkt  | Andreas Kofler        | [ 72 ]  |
| 2. | 4 stycznia 2013  | Innsbruck   | Bergisel             | K-120   | HS-130 | Kamil Stoch | 124,5 m | 123,0 m | 240,9 pkt | 2.   | 12,8 pkt | Gregor Schlierenzauer | [ 82 ]  |
| 3. | 12 stycznia 2013 | Zakopane    | Wielka Krokiew       | K-120   | HS-134 | Kamil Stoch | 133,0 m | 127,0 m | 268,7 pkt | 3.   | 4,6 pkt  | Anders Jacobsen       | [ 93 ]  |
| 4. | 12 marca 2013    | Kuopio      | Puijo                | K-120   | HS-127 | Kamil Stoch | 135,0 m | 129,0 m | 268,1 pkt | 1.   | -        | -                     | [ 140 ] |
| 5. | 15 marca 2013    | Trondheim   | Granåsen             | K-123   | HS-140 | Kamil Stoch | 131,0 m | 140,0 m | 280,4 pkt | 1.   | -        | -                     | [ 141 ] |
| 6. | 17 marca 2013    | Oslo        | Holmenkollbakken     | K-120   | HS-134 | Piotr Żyła  | 135,5 m | 133,5 m | 270,1 pkt | 1.   | -        | -                     | [ 142 ] |
| 7. | 22 marca 2013    | Planica     | Letalnica            | K-185   | HS-215 | Piotr Żyła  | 212,5 m | 216,5 m | 402,5 pkt | 3.   | 9,7 pkt  | Gregor Schlierenzauer | [ 143 ] |

#### Miejsca na podium w konkursach drużynowych PŚ
| Miejsce | Data             | Miejscowość | Skocznia       | Punkt K | HS     | Skład                                              | Najdłuższy skok          | Nota       | Strata   | Zwycięzca |
| ------- | ---------------- | ----------- | -------------- | ------- | ------ | -------------------------------------------------- | ------------------------ | ---------- | -------- | --------- |
| 2.      | 11 stycznia 2013 | Zakopane    | Wielka Krokiew | K-120   | HS-134 | Piotr Żyła Maciej Kot Krzysztof Miętus Kamil Stoch | 133 m (K. Stoch, M. Kot) | 954,4 pkt  | 9,1 pkt  | Słowenia  |
| 3.      | 9 marca 2013     | Lahti       | Salpausselkä   | K-116   | HS-130 | Maciej Kot Piotr Żyła Krzysztof Miętus Kamil Stoch | 127,5 m (M. Kot)         | 1036,2 pkt | 43,3 pkt | Niemcy    |

### Puchar Kontynentalny
W pierwszym konkursie Pucharu Kontynentalnego, odbywającym się 8 grudnia w Ałmaty wystąpiło pięciu polskich skoczków. Na drugim stopniu podium stanął Klemens Murańka. Oddał on skoki na odległość 131,5 m i 128,5 m. Miejsce 8. zajął Aleksander Zniszczoł, a pozostali reprezentanci tego kraju (Jan Ziobro, Stefan Hula, Stanisław Biela) nie zdobyli punktów. Następnego dnia Murańka ponownie zajął drugie miejsce, tym razem uzyskując odległości 129,5 m i 133 m. Punkty zdobył jeszcze 28. Stanisław Biela. Zdyskwalifikowany został Aleksander Zniszczoł. Po zawodach w Kazachstanie Murańka był wiceliderem klasyfikacji generalnej cyklu. Na odbywające się w dniach 27-28 grudnia zawody w szwajcarskim Engelbergu wysłano innych zawodników. Na najniższym stopniu podium pierwszego konkursu stanął Jan Ziobro, który po pierwszej serii i skoku na 115,5 m był dziewiąty, jednak w drugiej oddał najdłuższą próbę konkursu (124 m). Punkty zdobyli jeszcze Hula i Rutkowski, którzy znaleźli się w drugiej dziesiątce. Poza pierwszą trzydziestką znaleźli się: Jan Ziobro, Stefan Hula, Łukasz Rutkowski, Andrzej Zapotoczny i Jakub Kot. W drugim rozegranym w tym miejscu konkursie na podium stanął Stefan Hula. Zajął on drugie miejsce po skokach na 132,5 m i 130 m. Szesnasty był Rutkowski, pozostali reprezentanci Polski nie zakwalifikowali się do drugiej rundy.
5 stycznia Polska gościła zawody Pucharu Kontynentalnego w Zakopanem. Odbyła się jedna seria konkursu. Spośród 13 wystawionych skoczków, czterech zdobyło punkty – Klemens Murańka był szósty, Marcin Bachleda jedenasty, Aleksander Zniszczoł czternasty, a Łukasz Rutkowski osiemnasty. Następnego dnia konkurs udało się rozegrać w całości. Prowadzący po pierwszej serii Zniszczoł, w drugiej zdyskwalifikowany został za nieprawidłowy kombinezon. Piąte miejsce zajął Murańka, siódmy był Ziobro, jedenasty – Kłusek, piętnasty – Rutkowski, dziewiętnasty – Biegun. Po domowych konkursach Murańka umocnił się na pozycji wicelidera cyklu, powiększając swoją przewagę nad trzecim skoczkiem do 79 punktów, a do prowadzącego Krafta tracąc ich sto. Hula spadł z 9. miejsca na 19..
Na rozegrane w dniach 11-13 stycznia zawody PK w Sapporo wysłano trzech skoczków. Rozegrano konkurs na normalnej skoczni i dwa na dużej. We wszystkich punktował Andrzej Zapotoczny, który zajął miejsca: 20. 11. i 19. Jakub Kot zdobył punkty za 30. i 27. miejsce, a Biela za 30. w ostatnim konkursie. Kolejne zawody odbyły się w dniach 19-20 stycznia w austriackim Bischofshofen. Najwyżej sklasyfikowany w pierwszym z konkursów był Jan Ziobro, który zajął siódme miejsce. 10. był Hula, 26. – Zapotoczny. Pozostali Polacy uplasowali się w piątej i szóstej dziesiątce. Odbył się także drugi konkurs na tym obiekcie. Piąte miejsce zajął w nim Ziobro, punktowali też Hula i Kot.
Następne konkursy zorganizowano w Titisee-Neustadt. W pierwszym z nich zapunktowało dwóch Polaków – Hula był ósmy, a Ziobro dwudziesty szósty. Drugi konkurs składał się tylko z jednej rundy. Najwyższe, trzynaste, miejsce zajął Śliż (127 m), 26. był Ziobro (124,5 m), a 30. – Rutkowski (123,5 m). Punktów nie zdobyli pozostali reprezentanci Polski. W Planicy na początku lutego wystartowała ta sama grupa zawodników co w Titisee-Neustadt. Drugie miejsce zajął Stefan Hula po skokach na 128,5 m i 125,5 m. Miejsce 10. zajął Ziobro, 17. – Rutkowski, 28. – Śliż. Na przełomie szóstej i siódmej dziesiątki sklasyfikowano Kota i Zapotocznego. Jeszcze tego samego dnia rozegrano następny konkurs. Zwycięstwo po skokach na 129 m i 130 m odniósł Hula, pokonując o 5,4 pkt Stefana Krafta. W punktowanej „trzydziestce” sklasyfikowano jeszcze na dalszych pozycjach Ziobro, Rutkowskiego i Kota. Dwa miejsca na podium pozwoliły Stefanowi Huli wejść do pierwszej dziesiątki klasyfikacji generalnej. Znajdował się na 6. pozycji z dorobkiem 339 pkt. Z czołowej dziesiątki wypadł natomiast Klemens Murańka, który był trzynasty.
Niecały tydzień później rozegrano trzy konkursy w Iron Mountain. Aleksander Zniszczoł zajął siódme miejsce w pierwszym konkursie, awansując z zajmowanej po I serii 24. pozycji. W drugiej dziesiątce sklasyfikowano Kłuska, Miętusa i Bieguna, zaś Murańka był 21. Punktów nie zdobył jedynie Biela. Tego samego dnia rozegrano drugi konkurs. Biegun był w nim 7., Murańka – 14., Kłusek – 18., Zniszczoł – 27. Natomiast Biela i Miętus uplasowali się pod koniec czwartej dziesiątki. Dzień później, 10 stycznia odbył się trzeci z zaplanowanych konkursów. Na 5. lokacie sklasyfikowano Murankę, na 12. – Kłuska, na 17. – Bieguna, na 27. – Zniszczoła, a w czwartej dziesiątce rywalizację zakończyli pozostali dwaj Polacy. Mimo zdobytych punktów, Klemens Murańka spadł w klasyfikacji generalnej z 13. na 14. miejsce. Najwyżej klasyfikowany z Polaków, Stefan Hula, wypadł z pierwszej dziesiątki tabeli na dwunaste miejsce. Kolejne zawody PK miały miejsce w niemieckim Brotterode w połowie lutego. W pierwszym konkursie punktował tylko Rutkowski, który oddał dwa skoki na odległość 109 m i zajął 17. miejsce. W drugim konkursie dziewiąty był Rutkowski, natomiast Zapotoczny i Miętus zajęli miejsca pod koniec trzeciej dziesiątki.
W dniach 23-24 lutego odbyły się konkursy PK w polskiej Wiśle. Po pierwszej kolejce konkursu nr 1 prowadził Biegun, który uzyskał 124,5 m i posiadał 0,1 pkt przewagi nad drugim Maticem Benedikiem. W drugiej serii Polak skoczył o pół metra krócej, co dało mu trzecią lokatę w ostatecznej klasyfikacji. Punkty zdobył jeszcze 6. Ziobro, 9. Mietus i 18. Kłusek. Następnego dnia rozegrano następny konkurs. Ziobro zajął w nim trzecie miejsce po skokach o długości 124,5 m i 126,5 m. 10. miejsce zajął Biegun, 15. – Rutkowski, 23. – Miętus, 24. – Zniszczoł. Jan Ziobro dzięki podium awansował z 22. na 17. miejsce w klasyfikacji generalnej. Awansował także m.in. Biegun, z 55. miejsca na 30.
Następną rundę PK rozegrano w Libercu na początku marca. W pierwszym z konkursów zapunktowali wszyscy Polacy, co było pierwszym takim przypadkiem w tamtym sezonie. Najwyżej, na czwartym miejscu, sklasyfikowano Łukasza Rutkowskiego. Polak oddał skoki na 96,5 m i 98 m, a do podium stracił pół punktu. Jedną pozycję niżej uplasował się Biegun. Ziobro był 13., Murańka – 15., Kłusek – 22., Zniszczoł – 23. W drugim, jednoseryjnym konkursie w tej czeskiej miejscowości punkty zdobyło czterech Polaków. Jan Ziobro zajmął 8. lokatę, Zniszczoł – 9., Murańka – 18., a Rutkowski – 28. Miejsca w szóstej dziesiątce zajęli Kłusek i Biegun. Zdobyte punkty pozwoliły Janowi Ziobro powrócić na piętnaste miejsce w klasyfikacji generalnej. Na zawody na normalnej skoczni w norweskim Vikersund, rozegranych w dniach 8-9 marca pojechało ośmiu Polaków. W pierwszym z nich punktowało trzech Polaków: Jan Ziobro stanął na drugim stopniu podium po skokach na 115 m i 119,5 m, Biegun był szósty, a Biela dwudziesty. Pozostali Polacy (Murańka, Zniszczoł, Kłusek, Kot) uplasowali się pomiędzy piątą a siódmą dziesiątką, z wyjątkiem Miętusa, który został zdyskwalifikowany. W drugim konkursie jedynie dwóch reprezentantów Polski zdobyło punkty. Biegun zajął 12. miejsce, a Miętus – 25. miejsce. Po konkursach w Norwegii Ziobro awansował z 15. na 11. miejsce w klasyfikacji generalnej.
Tydzień później skoczkowie ci wzięli udział w kończących rywalizację w Pucharze Kontynentalnym zawodach w Niżnym Tagile, w składzie nie znalazł się jednak Jakub Kot. Na podium ponownie stanął Jan Ziobro, który uzyskał 93,5 m i 94 m, co pozwoliło mu na uplasowanie się na trzecim miejscu. Punktowali także: dziewiąty Biegun, osiemnasty Kłusek, dwudziesty trzeci Miętus i trzydziesty Biela. W ostatnim konkursie szóste miejsce zajął Kłusek, który nie utrzymał zajmowanego po I serii drugiego miejsca. Ziobro był 8., Biegun 9., Miętus 11., zaś Zniszczoł 26. Biela nie punktował. Po zawodach w Rosji Jan Ziobro awansował do pierwszej dziesiątki w finalnej klasyfikacji sezonu 2012/2013 Pucharu Kontynentalnego. Zajął w niej ósme miejsce, z dorobkiem 548 punktów. Był jedynym Polakiem na pierwszych dwudziestu miejscach tej tabeli, ponieważ Klemens Murańka spadł z 20. miejsca na 21..

#### Miejsca w klasyfikacji generalnej Pucharu Kontynentalnego
Źródło: skokinarciarskie.pl
| Miejsce | Zawodnik             | Punkty | Strata | Zmiana |
| ------- | -------------------- | ------ | ------ | ------ |
| 8.      | Jan Ziobro           | 548    | 119    | +65    |
| 21.     | Klemens Murańka      | 350    | 317    | +16    |
| 22.     | Stefan Hula          | 339    | 328    | –      |
| 23.     | Krzysztof Biegun     | 324    | 343    | NS     |
| 35.     | Łukasz Rutkowski     | 192    | 475    | NS     |
| 39.     | Bartłomiej Kłusek    | 154    | 513    | -8     |
| 43.     | Aleksander Zniszczoł | 144    | 523    | -22    |
| 63.     | Grzegorz Miętus      | 90     | 577    | +9     |
| 81.     | Andrzej Zapotoczny   | 55     | 612    | +38    |
| 100.    | Marcin Bachleda      | 24     | 643    | -17    |
| 104.    | Rafał Śliż           | 23     | 644    | +18    |
| 109.    | Jakub Kot            | 18     | 649    | -35    |
| 111.    | Stanisław Biela      | 16     | 651    | NS     |

#### Miejsca na podium Pucharu Kontynentalnego
| Lp. | Data            | Miejscowość | Skocznia             | Punkt K | HS     | Zawodnik         | Skok 1  | Skok 2  | Nota      | Lok. | Strata   | Zwycięzca            | Źródło  |
| --- | --------------- | ----------- | -------------------- | ------- | ------ | ---------------- | ------- | ------- | --------- | ---- | -------- | -------------------- | ------- |
| 1.  | 8 grudnia 2012  | Ałmaty      | Gornyj Gigant        | K-125   | HS-140 | Klemens Murańka  | 131,5 m | 128,5 m | 245,5 pkt | 2.   | 16,0 pkt | Stefan Kraft         | [ 183 ] |
| 2.  | 9 grudnia 2012  | Ałmaty      | Gornyj Gigant        | K-125   | HS-140 | Klemens Murańka  | 129,5 m | 133,0 m | 252,0 pkt | 2.   | 3,8 pkt  | Stefan Kraft         | [ 144 ] |
| 3.  | 27 grudnia 2012 | Engelberg   | Gross-Titlis-Schanze | K-125   | HS-137 | Jan Ziobro       | 111,5 m | 124,0 m | 197,4 pkt | 3.   | 14,0 pkt | Stefan Kraft         | [ 184 ] |
| 4.  | 28 grudnia 2012 | Engelberg   | Gross-Titlis-Schanze | K-125   | HS-137 | Stefan Hula      | 132,5 m | 130,0 m | 253,5 pkt | 2.   | 10,5 pkt | Martin Schmitt       | [ 148 ] |
| 5.  | 3 lutego 2013   | Planica     | Bloudkova velikanka  | K-125   | HS-139 | Stefan Hula      | 128,5 m | 125,5 m | 235,2 pkt | 2.   | 3,7 pkt  | Stefan Kraft         |         |
| 6.  | 3 lutego 2013   | Planica     | Bloudkova velikanka  | K-125   | HS-139 | Stefan Hula      | 129,0 m | 130,0 m | 245,7 pkt | 1.   | -        | –                    |         |
| 7.  | 23 lutego 2012  | Wisła       | Malinka              | K-120   | HS-134 | Krzysztof Biegun | 124,5 m | 124,0 m | 245,8 pkt | 3.   | 6,8 pkt  | Danny Queck          |         |
| 8.  | 24 lutego 2013  | Wisła       | Malinka              | K-120   | HS-134 | Jan Ziobro       | 124,5 m | 126,5 m | 247,8 pkt | 3.   | 6,0 pkt  | Atle Pedersen Rønsen |         |
| 9.  | 16 marca 2013   | Niżny Tagił | Aist                 | K-90    | HS-100 | Jan Ziobro       | 93,5 m  | 94,0 m  | 237,5 pkt | 3.   | 13,0 pkt | Rok Justin           |         |

### Mistrzostwa świata

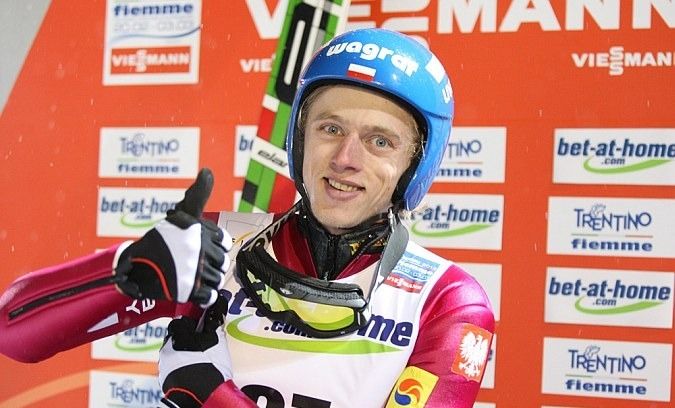
Dawid Kubacki po swoim skoku kwalifikacyjnym

W reprezentacji Polski na Mistrzostwach Świata w Narciarstwie Klasycznym 2013 znalazło się sześciu skoczków narciarskich – Kamil Stoch, Maciej Kot, Piotr Żyła, Dawid Kubacki, Krzysztof Miętus i Stefan Hula.
Pierwsze oficjalne skoki zostały oddane w środę 20 lutego, w seriach treningowych przed konkursem indywidualnym na skoczni normalnej. We wszystkich trzech najlepszy wynik spośród „biało-czerwonych” osiągnął Dawid Kubacki. W pierwszej serii po skoku na 99,5 m zajął on piąte miejsce wśród 58 startujących. Dwunasty był Miętus (97 m), szesnasty – Stoch (96 m), dziewiętnasty – Żyła (93,5 m), dwudziesty szósty – Kot (89 m), a najniżej z Polaków, na 32. lokacie sklasyfikowano Hulę (93 m). Maciej Kot stwierdził, że warunki w tym treningu były „zmienne i trudne”.
W drugiej serii Kubacki jako jedyny przekroczył 100 m (o 5,5 m) i był pierwszy w tabeli. W czołowej „dziesiątce” uplasował się także Miętus (99,5 m, 8. miejsce) i Kot (96 m, 10. miejsce). Progres zanotował Żyła, który był 15., skacząc na 97 m. Stoch zajął 19. miejsce (95 m), a Hula – 21. (94 m). W trzecim treningu Kubacki był czwarty, osiągając 98,5 m. Jedną pozycję niżej uplasował się Stoch (100 m), ósmy był Żyła (96, 5m), a za nim sklasyfikowano Kota (identyczna odległość). Sąsiadujące miejsca 20. i 21. zajęli Hula (95,5 m) i Miętus (93,5 m).
Kot przyznał, że w każdym z treningów używał innego kombinezonu, zaś Kubacki po dobrych występach w treningach powiedział w wywiadzie z Polską Agencją Prasową:

Dużo mi pomogły ostatnie treningi w Szczyrku. Już tam wszystko funkcjonowało tak, jak powinno. Poza tym nie ma co ukrywać, że skocznia tutaj mi pasuje. Latem na obozach też tutaj dobrze skakałem

Następnego dnia ponownie odbyły się trzy oficjalne treningi. W pierwszym z nich drugie miejsce zajął Piotr Żyła, osiągając 99 m. Na dziewiątym uplasował się Kubacki (98 m), na jedenastym Kot (97,5 m), na szesnastym Stoch (95 m), na dwudziestym drugim Hula (95,5 m), a na dwudziestym szóstym Miętus (93,5 m). W serii nr 2 najwyżej z polskich zawodników, na lokacie siódmej, sklasyfikowano Stocha (96,5 m). Szesnasty był Kubacki, siedemnasty – Żyła (obaj 96 m), dwudziesty piąty – Miętus (93,5 m), dwudziesty dziewiąty – Kot (94 m), a trzydziesty piąty – Hula (90,5 m). W ostatnim treningu pierwszą dziesiątkę zamknęli Stoch (99 m) i Kubacki (98,5 m), zaś pozostali Polacy zanotowali rezultaty w okolicy trzeciej dziesiątki.
Do kwalifikacji Łukasz Kruczek wystawił następujących czterech zawodników: Piotra Żyłę, Macieja Kota, Dawida Kubackiego i Kamila Stocha. Ten ostatni ze względu na pozycję w klasyfikacji generalnej Pucharu Świata zapewnioną miał automatyczną kwalifikację, oddał jednak skok na 99,5 m. Pozostali trzej uplasowali się w czołowej dziesiątce serii eliminacyjnej – Kubacki był piąty po skoku na 99,5 m, Kot szósty po próbie o dwa metry dłuższej, a Żyła zajął miejsce dziesiąte, osiągając 100,5 m.
W serii próbnej przed konkursem indywidualnym najlepszy był Kamil Stoch, który wylądował na 103. metrze. Szósty był Kot (99 m), jedenasty Kubacki (101,5 m), zaś dwudziesty Żyła (94,5 m). W serii konkursowej najwcześniej swój skok oddał Kubacki. Próba na 93,5 m nie pozwoliła mu awansować do finałowej rundy i zakończył zawody na miejscu 31. Piotr Żyła po swoim skoku na 95,5 m był szósty, a po zakończeniu kolejki klasyfikowano go na 26. lokacie. Maciej Kot po oddanym przez siebie skoku na 101,5 m zajmował trzecie miejsce. Ostatecznie był jedenasty po pierwszej serii. Kamil Stoch skakał po podniesieniu przez sędziów rozbiegu do jedenastej belki i wylądował na 102. metrze. Został liderem. Po nim skakało jeszcze czterech zawodników, a wyprzedził go jedynie Anders Bardal. Polak tracił do niego 2,8 pkt, a nad trzecim Schlierenzauerem miał 1,3 pkt przewagi.
Drugą serię rozpoczęto z rozbiegu o pięć pozycji belki wyższego niż pierwszą. Żyła po próbie wylądowanej na 95. metrze zeskoku znajdował się na drugim miejscu. Ostatecznie zajął 23. miejsce, awansując o trzy w stosunku do pierwszej rundy. Kot osiągnął dwa metry więcej, i mimo że nie był liderem po swoim skoku, utrzymał jedenastą pozycję. Odległość drugiego skoku Kamila Stocha wyniosła 97 m, była więc o pięć metrów krótsza niż pierwsza. Miał w dodatku problemy przy lądowaniu – wszystkie trzy liczące się do wyniku noty za styl wynosiły po 17 pkt. Po swoim skoku spadł na siódme miejsce, a ostatecznie był ósmy. W pokonkursowych wywiadach stwierdził, że jest bardzo niezadowolony z uzyskanego rezultatu – mimo odprężenia popełnił błąd podczas skoku.

W tej chwili czuję się naprawdę fatalnie i nie wiem co mówić. Nie chcę powiedzieć czegoś, czego potem będę żałował. Psuję kolejne zawody i to jedne z najważniejszych w moim życiu. Była ogromna szansa na to, żeby zrobić tu super wynik, a ja tę szansę po prostu wypuściłem z rąk. O to jestem najbardziej zły.

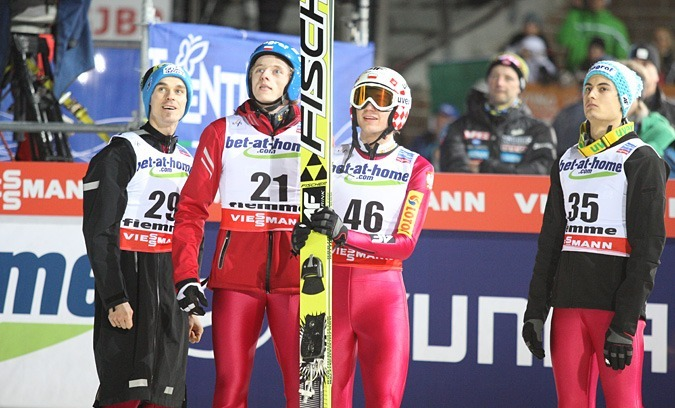
Polacy na dużej skoczni, w oczekiwaniu na wynik Kamila Stocha

25 lutego rozpoczęły się oficjalne treningi na dużej skoczni. W klasyfikacji pierwszego z nich najwyżej uplasował się Stoch – był siódmy, po skoku na 118,5 m. Dwie pozycje niżej sklasyfikowano Kota, który skoczył o metr dalej. Szesnasty był Miętus (115,5 m), a w trzeciej dziesiątce uplasowali się pozostali Polacy (Żyła – 22., Hula – 24. i Kubacki – 26.). W kolejnej serii Stoch był drugi, poprawiając się o dziesięć metrów, szósty był Żyła (126 m), siódmy – Kot (126,5 m), szesnasty – Kubacki (124 m), dwudziesty Miętus (123,5 m), zaś trzydziesty pierwszy – Hula (120 m). W trzeciej serii Stoch był najlepszym zawodnikiem wśród wszystkich 55 startujących. Jako jedyny, o pół metra, przekroczył granicę 130 metrów. Czwarty był Kot (124,5 m), piąty – Kubacki (128,5 m), dwunasty – Żyła (122 m), piętnasty – Miętus (124,5 m), a najgorszy z „biało-czerwonych” ponownie był Hula, który uplasował się na 23. miejscu, osiągając 117,5 m.
Drugiego dnia treningów część reprezentantów Polski nie oddawała skoków. W pierwszych dwóch byli to Stoch i Kot. W pierwszej serii Kubacki był siedemnasty (120 m), Żyła dziewiętnasty (119 m), Miętus trzydziesty (116 m), Hula natomiast trzydziesty drugi (114,5 m). W kolejnej Kubacki i Żyła znaleźli się w środku drugiej dziesiątki, Miętus był dziewiętnasty, a Hula po skoku na 115 m uplasował się na 41. lokacie. W ostatnim treningu wzięli udział tylko dwaj najsłabsi dotychczas Polacy – Miętus i Hula. Lepszy okazał się ten pierwszy, lądując na 125. metrze zeskoku, o pięć metrów dalej niż Hula. Obaj ponownie nie znaleźli się w składzie na kwalifikacje do konkursu indywidualnego.

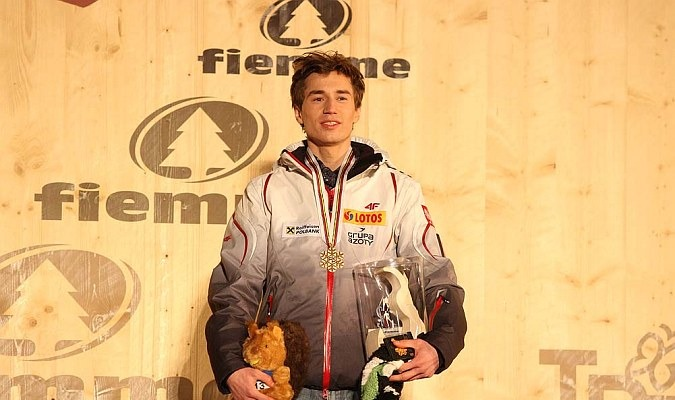
Kamil Stoch ze złotym medalem mistrzostw świata w Val di Fiemme

W serii próbnej przed kwalifikacjami najdalej z Polaków poleciał Kot, który po osiągnięciu 121,5 m zajął ósmą pozycję. 12. miejsce zajął Kubacki, 17. – Stoch, 31. – Żyła. Do konkursu zakwalifikowali się wszyscy reprezentanci Polski. Szóste miejsce w kwalifikacjach zajął Maciej Kot po skoku o pół metra krótszym niż w serii próbnej, Kubacki był trzynasty, a Żyła szesnasty (obaj 118 m). Natomiast Stoch był prekwalifikowany ze względu na pozycję w klasyfikacji generalnej Pucharu Świata. Oddał jednak skok na 125 m, a dalej lądował tylko Peter Prevc.
W próbnej rundzie przed konkursem głównym drugą pozycję zajął Stoch, który osiągnął 127,5 m. Jako pierwszy w konkursie skok oddał Kubacki. Osiągnął 126,5 m i plasował się na drugiej pozycji, a ostatecznie po pierwszej kolejce był dziewiętnasty. Piotr Żyła zakończył pierwszą serię dwie pozycje niżej, skacząc na 124 m, natomiast Maciej Kot był osiemnasty po skoku o metr dłuższym. Kamil Stoch oddał najdalszy skok pierwszej serii – osiągnął 131,5 m, za który dostał trzy noty za styl o wartości 19,5 pkt, jedną 19 pkt i jedną maksymalną, 20-punktową. Pozwoliło mu to na wyprzedzenie dotychczasowego lidera Prevca o 5,1 pkt i prowadzenie po pierwszej rundzie.
W serii drugiej Żyła osiągnął 126,5 m i po swojej próbie został wiceliderem, a ostatecznie przesunął się na 19. miejsce. Kubacki skoczył na 126 m i spadł na dwudziestą lokatę, zaś Kot po skoku na 122,5 m spadł na dwudzieste siódme miejsce. Ostatnim zawodnikiem, który oddał skok w konkursie był Kamil Stoch. Polak bronił prowadzenia z pierwszej serii. Wylądował na 130. metrze, przy bardziej niekorzystnym wietrze niż dotychczas liderujący Prevc. Nie otrzymał żadnej noty poniżej dziewiętnastu punktów. Po podliczeniu wszystkich czynników wyprzedził Słoweńca o 6,1 pkt i zdobył tytuł mistrzowski

To moje drugie zwycięstwo w Predazzo, po ubiegłorocznym Pucharze Świata. Trudno wyjaśnić, jak czuję się po tym sukcesie. To był dla mnie niesamowity dzień, zdobyłem złoty medal. Zawsze marzyłem o złotym medalu mistrzostw świata, a może i igrzysk olimpijskich – teraz wiem, że marzenia mogą się spełniać! Trzeba tylko mieć odpowiednią motywację, starać się i ciężko pracować.

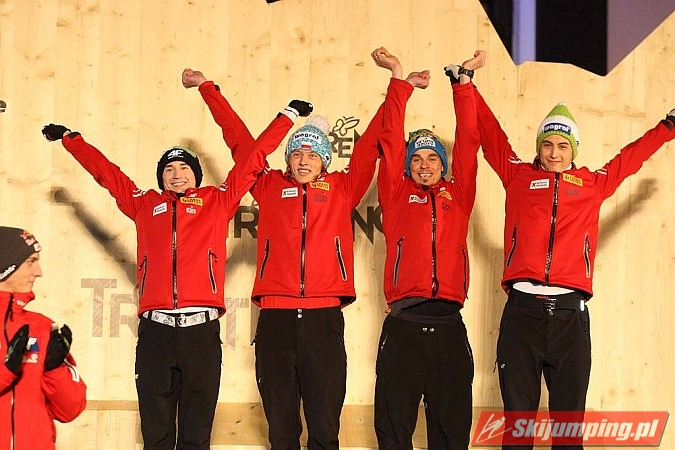
Dekoracja brązowych medalistów konkursu drużynowego

2 marca rozegrano konkurs drużynowy. Polacy skakali w składzie: Maciej Kot, Piotr Żyła, Dawid Kubacki i Kamil Stoch. Pierwszy skok Macieja Kota miał odległość 123 m i drużyna znajdowała się na piątej pozycji. Utrzymali ją po skokach Żyły na 122 m i Kubackiego na 126 m. W ostatniej grupie Stoch uzyskał najlepszą odległość pierwszej serii – 134 m, co pozwoliło Polakom na awans na czwarte miejsce. Do trzeciej Norwegii tracili oni 2 pkt, jednak podane zostały błędne wyniki według których mieli oni tracić do trzecich Niemców pięć punktów. W finałowej rundzie Kot uzyskał 126 m, a pozycja drużyny nie uległa zmianie. Po próbie Żyły na taką samą odległość Polska awansowała na trzecią lokatę. Kubacki wylądował dwa metry dalej, jednak Polska spadła na czwarte miejsce. Ostatni skok dla „biało-czerwonych” oddał Kamil Stoch. Osiągnął 130 m ze skróconego na prośbę trenera rozbiegu. Początkowo Polskę sklasyfikowano na czwartym miejscu, ze stratą 0,8 pkt do brązowego medalu, przysługującego Niemcom. Po zweryfikowaniu wyników okazało się jednak, że nota Norwegów była błędnie policzona i w efekcie reprezentacja Polski stanęła na najniższym stopniu podium, posiadając 3,7 pkt przewagi nad Norwegami. Był to pierwszy medal drużynowy w historii reprezentacji Polski.

W medal uwierzyliśmy dopiero jak zawisł on na szyjach zawodników, ale faktycznie, scenariusz, jaki nam życie przygotowało jest niczym z dobrego horroru (...) Wszystko grało jak najlepiej i stało się poniekąd tak, jak zapowiadaliśmy, że będzie bardzo ciasno i detale będą decydować o miejscach medalowych.

#### Konkursy indywidualne
| Data                                           | Konkurencja                            | Zawodnik      | Kwalifikacje | Kwalifikacje | Kwalifikacje | Kwalifikacje | Seria 1   | Seria 1   | Seria 2   | Seria 2   | Nota łączna | Miejsce | Źródła          |
| Data                                           | Konkurencja                            | Zawodnik      | Odległość    | Nota         | Miejsce      | Miejsce      | Odległość | Nota      | Odległość | Nota      | Nota łączna | Miejsce | Źródła          |
| ---------------------------------------------- | -------------------------------------- | ------------- | ------------ | ------------ | ------------ | ------------ | --------- | --------- | --------- | --------- | ----------- | ------- | --------------- |
| 22 lutego 2013 (kwalifikacje) – 23 lutego 2013 | konkurs indywidualny mężczyzn (HS 106) | Maciej Kot    | 101,5 m      | 117,1 pkt    | 6.           | Q            | 101,5 m   | 113,1 pkt | 97,0 m    | 121,6 pkt | 234,7 pkt   | 11.     | [ 192 ] [ 203 ] |
| 22 lutego 2013 (kwalifikacje) – 23 lutego 2013 | konkurs indywidualny mężczyzn (HS 106) | Dawid Kubacki | 99,5 m       | 117,4 pkt    | 5.           | Q            | 93,5 m    | 103,4 pkt | NQ        | NQ        | 103,4 pkt   | 31.     | [ 192 ] [ 203 ] |
| 22 lutego 2013 (kwalifikacje) – 23 lutego 2013 | konkurs indywidualny mężczyzn (HS 106) | Kamil Stoch   | 99,5 m       | –            | –            | PQ           | 102,0 m   | 121,3 pkt | 97,0 m    | 116,1 pkt | 237,4 pkt   | 8.      | [ 192 ] [ 203 ] |
| 22 lutego 2013 (kwalifikacje) – 23 lutego 2013 | konkurs indywidualny mężczyzn (HS 106) | Piotr Żyła    | 100,5 m      | 114,3 pkt    | 10.          | Q            | 95,5 m    | 106,5 pkt | 95,0 m    | 113,6 pkt | 220,1 pkt   | 23.     | [ 192 ] [ 203 ] |
| 27 lutego 2013 (kwalifikacje) – 28 lutego 2013 | konkurs indywidualny mężczyzn (HS 134) | Maciej Kot    | 121,0 m      | 126,6 pkt    | 6.           | Q            | 125,0 m   | 130,5 pkt | 122,5 m   | 128,2 pkt | 258,7 pkt   | 27.     | [ 204 ] [ 205 ] |
| 27 lutego 2013 (kwalifikacje) – 28 lutego 2013 | konkurs indywidualny mężczyzn (HS 134) | Dawid Kubacki | 118,0 m      | 122,2 pkt    | 13.          | Q            | 126,5 m   | 130,4 pkt | 126,0 m   | 134,9 pkt | 265,3 pkt   | 20.     | [ 204 ] [ 205 ] |
| 27 lutego 2013 (kwalifikacje) – 28 lutego 2013 | konkurs indywidualny mężczyzn (HS 134) | Kamil Stoch   | 125,0 m      | –            | –            | PQ           | 131,5 m   | 144,9 pkt | 130,0 m   | 150,9 pkt | 295,8 pkt   | 1.      | [ 204 ] [ 205 ] |
| 27 lutego 2013 (kwalifikacje) – 28 lutego 2013 | konkurs indywidualny mężczyzn (HS 134) | Piotr Żyła    | 118,0 m      | 119,9 pkt    | 16.          | Q            | 124,0 m   | 129,0 pkt | 126,5 m   | 139,1 pkt | 268,1 pkt   | 19.     | [ 204 ] [ 205 ] |

#### Konkurs drużynowy
| Data         | Konkurencja                        | Zawodnik      | Seria 1   | Seria 1   | Seria 1      | Seria 2   | Seria 2   | Seria 2      | Nota łączna | Miejsce | Źródła  |
| Data         | Konkurencja                        | Zawodnik      | Odległość | Nota      | Nota drużyny | Odległość | Nota      | Nota drużyny | Nota łączna | Miejsce | Źródła  |
| ------------ | ---------------------------------- | ------------- | --------- | --------- | ------------ | --------- | --------- | ------------ | ----------- | ------- | ------- |
| 2 marca 2013 | konkurs drużynowy na skoczni dużej | Maciej Kot    | 123,0 m   | 121,6 pkt | 558,5 pkt    | 128,5 m   | 140,7 pkt | 562,5 pkt    | 1121,0 pkt  | 3.      | [ 206 ] |
| 2 marca 2013 | konkurs drużynowy na skoczni dużej | Piotr Żyła    | 122,0 m   | 135,9 pkt | 558,5 pkt    | 126,0 m   | 134,7 pkt | 562,5 pkt    | 1121,0 pkt  | 3.      | [ 206 ] |
| 2 marca 2013 | konkurs drużynowy na skoczni dużej | Dawid Kubacki | 126,0 m   | 138,9 pkt | 558,5 pkt    | 128,0 m   | 137,3 pkt | 562,5 pkt    | 1121,0 pkt  | 3.      | [ 206 ] |
| 2 marca 2013 | konkurs drużynowy na skoczni dużej | Kamil Stoch   | 134,0 m   | 152,1 pkt | 558,5 pkt    | 130,0 m   | 149,8 pkt | 562,5 pkt    | 1121,0 pkt  | 3.      | [ 206 ] |

### Mistrzostwa świata juniorów

#### Konkurs indywidualny
Konkurs odbył się na skoczni Ještěd HS100 w czeskim Libercu.
| Data             | Konkurencja                            | Zawodnik             | Seria 1   | Seria 1   | Seria 2   | Seria 2   | Nota łączna | Miejsce | Źródła  |
| Data             | Konkurencja                            | Zawodnik             | Odległość | Nota      | Odległość | Nota      | Nota łączna | Miejsce | Źródła  |
| ---------------- | -------------------------------------- | -------------------- | --------- | --------- | --------- | --------- | ----------- | ------- | ------- |
| 24 stycznia 2013 | konkurs indywidualny mężczyzn (HS 100) | Klemens Murańka      | 101,0 m   | 137,0 pkt | 96,0 m    | 127,0 pkt | 264,0 pkt   | 2.      | [ 207 ] |
| 24 stycznia 2013 | konkurs indywidualny mężczyzn (HS 100) | Bartłomiej Kłusek    | 99,0 m    | 131,5 pkt | 96,5 m    | 126,5 pkt | 258,0 pkt   | 4.      | [ 207 ] |
| 24 stycznia 2013 | konkurs indywidualny mężczyzn (HS 100) | Aleksander Zniszczoł | 95,5 m    | 122,5 pkt | 95,5 m    | 123,0 pkt | 245,5 pkt   | 9.      | [ 207 ] |
| 24 stycznia 2013 | konkurs indywidualny mężczyzn (HS 100) | Grzegorz Miętus      | 86,5 m    | 104,0 pkt | NQ        | NQ        | 104,0 pkt   | 39.     | [ 207 ] |

#### Konkurs drużynowy
| Data             | Konkurencja                | Zawodnik             | Seria 1   | Seria 1   | Seria 1      | Seria 2   | Seria 2   | Seria 2      | Nota łączna | Miejsce | Źródła  |
| Data             | Konkurencja                | Zawodnik             | Odległość | Nota      | Nota drużyny | Odległość | Nota      | Nota drużyny | Nota łączna | Miejsce | Źródła  |
| ---------------- | -------------------------- | -------------------- | --------- | --------- | ------------ | --------- | --------- | ------------ | ----------- | ------- | ------- |
| 26 stycznia 2013 | konkurs drużynowy mężczyzn | Bartłomiej Kłusek    | 94,0 m    | 121,5 pkt | 520,0 pkt    | 98,5 m    | 131,5     | 542,0 pkt    | 1062,0 pkt  | 2.      | [ 208 ] |
| 26 stycznia 2013 | konkurs drużynowy mężczyzn | Krzysztof Biegun     | 98,0 m    | 130,0 pkt | 520,0 pkt    | 96,5 m    | 127,5 pkt | 542,0 pkt    | 1062,0 pkt  | 2.      | [ 208 ] |
| 26 stycznia 2013 | konkurs drużynowy mężczyzn | Aleksander Zniszczoł | 102,0 m   | 139,5 pkt | 520,0 pkt    | 101,0 m   | 137,0 pkt | 542,0 pkt    | 1062,0 pkt  | 2.      | [ 208 ] |
| 26 stycznia 2013 | konkurs drużynowy mężczyzn | Klemens Murańka      | 97,0 m    | 129,0 pkt | 520,0 pkt    | 105,0 m   | 146,0 pkt | 542,0 pkt    | 1062,0 pkt  | 2.      | [ 208 ] |

### Zimowy olimpijski festiwal młodzieży Europy
Konkursy Zimowego Olimpijskiego Festiwalu Młodzieży Europy 2013 odbyły się na obiekcie HS 100 w kompleksie Trambulina Valea Cărbunării w rumuńskim Râșnovie.

#### Konkurs indywidualny
| Data           | Konkurencja                            | Zawodnik           | Seria 1   | Seria 1   | Seria 2   | Seria 2   | Nota łączna | Miejsce | Źródła  |
| Data           | Konkurencja                            | Zawodnik           | Odległość | Nota      | Odległość | Nota      | Nota łączna | Miejsce | Źródła  |
| -------------- | -------------------------------------- | ------------------ | --------- | --------- | --------- | --------- | ----------- | ------- | ------- |
| 18 lutego 2013 | konkurs indywidualny mężczyzn (HS 100) | Przemysław Kantyka | 86,0 m    | 103,0 pkt | 84,5 m    | 99,5 pkt  | 202,5 pkt   | 23.     | [ 209 ] |
| 18 lutego 2013 | konkurs indywidualny mężczyzn (HS 100) | Łukasz Podżorski   | 83,5 m    | 97,0 pkt  | 85,5 m    | 101,5 pkt | 198,5 pkt   | 25.     | [ 209 ] |
| 18 lutego 2013 | konkurs indywidualny mężczyzn (HS 100) | Sebastian Okas     | 82,5 m    | 95,0 pkt  | NQ        | NQ        | 95,0 pkt    | 31.     | [ 209 ] |
| 18 lutego 2013 | konkurs indywidualny mężczyzn (HS 100) | Krzysztof Leja     | 78,5 m    | 85,5 pkt  | NQ        | NQ        | 85,5 pkt    | 39.     | [ 209 ] |

#### Konkurs drużynowy
| Data           | Konkurencja                | Zawodnik           | Seria 1   | Seria 1   | Seria 1      | Seria 2   | Seria 2 | Seria 2      | Nota łączna | Miejsce | Źródła  |
| Data           | Konkurencja                | Zawodnik           | Odległość | Nota      | Nota drużyny | Odległość | Nota    | Nota drużyny | Nota łączna | Miejsce | Źródła  |
| -------------- | -------------------------- | ------------------ | --------- | --------- | ------------ | --------- | ------- | ------------ | ----------- | ------- | ------- |
| 20 lutego 2013 | konkurs drużynowy mężczyzn | Sebastian Okas     | 82,5 m    | 95,0 pkt  | 388,0 pkt    | NQ        | NQ      | NQ           | 388,0 pkt   | 10.     | [ 210 ] |
| 20 lutego 2013 | konkurs drużynowy mężczyzn | Krzysztof Leja     | 83,0 m    | 95,5 pkt  | 388,0 pkt    | NQ        | NQ      | NQ           | 388,0 pkt   | 10.     | [ 210 ] |
| 20 lutego 2013 | konkurs drużynowy mężczyzn | Przemysław Kantyka | 86,0 m    | 103,0 pkt | 388,0 pkt    | NQ        | NQ      | NQ           | 388,0 pkt   | 10.     | [ 210 ] |
| 20 lutego 2013 | konkurs drużynowy mężczyzn | Łukasz Podżorski   | 82,5 m    | 94,5 pkt  | 388,0 pkt    | NQ        | NQ      | NQ           | 388,0 pkt   | 10.     | [ 210 ] |

### Inne zawody
19 i 20 stycznia 2013 odbyły się zawody FIS Cup na skoczni HS-100 w rumuńskim Râșnovie. Wystąpiło w nich sześciu reprezentantów Polski. W pierwszym z nich najwyżej sklasyfikowano Krzysztofa Leję, który ukończył zawody na piątym miejscu po skokach na 86 m i 89,5 m. W pierwszej dziesiątce uplasowali się także: siódmy Przemysław Kantyka (83,5 m i 89 m), ósmy Adam Ruda (84,5 m i 89 m) i dziesiąty Łukasz Podżorski (82 m i 86,5 m). 15. miejsce zajął Sebastian Okas, zaś 20. był Michał Milczanowski.

Drugi konkurs na podium ukończył Kantyka, który po skokach na odległość 91,5 m i 93 m zajął trzecie miejsce. Piąty był Podżorski (89,5 m i 93,5 m), dziesiąty Okas (87,5 m i 92 m), jedenasty był Ruda, czternasty Leja, a dwudziesty Milczanowski. Po tych konkursach nadal najwyżej w klasyfikacji generalnej cyklu spośród Polaków plasował się Artur Kukuła (15. pozycja), kolejny był Kantyka (30. pozycja). Ogółem sklasyfikowano w niej szesnastu reprezentantów Polski.

#### Miejsca na podium w konkursach FIS Cup
| Lp | Data             | Miejscowość | Skocznia                    | Punkt K | HS     | Zawodnik           | Skok 1  | Skok 2  | Nota      | Miejsce | Strata  | Zwycięzca     |
| -- | ---------------- | ----------- | --------------------------- | ------- | ------ | ------------------ | ------- | ------- | --------- | ------- | ------- | ------------- |
| 3. | 20 stycznia 2013 | Râșnov      | Trambulina Valea Cărbunării | K-90    | HS-100 | Przemysław Kantyka | 91,5 m  | 93,0 m  | 236,5 pkt | 3.      | 6,5 pkt | Iulian Pîtea  |
| 4. | 9 lutego 2013    | Zakopane    | Wielka Krokiew              | K-120   | HS-134 | Łukasz Rutkowski   | 129,5 m | 124,0 m | 249,8 pkt | 2.      | 0,4 pkt | David Winkler |

## Zawody kobiece
Polskę na zawodach FIS Cup w Râșnovie w dniach 19-20 stycznia reprezentowała Joanna Szwab, która w pierwszym konkursie sklasyfikowana została na ósmej pozycji na dziewięć startujących (skoki na 54,5 m i 47,5 m), a w drugim na szóstej na dziesięć startujących (skoki na 60 m i 57 m).
19 lutego w indywidualnym konkursie kobiet Zimowego Olimpijskiego Festiwalu Młodzieży Europy 2013 Joanna Szwab zajęła szesnaste miejsce, po skokach na 60 m i 57 m.

### Miejsca w klasyfikacji generalnej FIS Cup kobiet
Źródło: skokinarciarskie.pl
| Miejsce | Zawodnik     | Występy | Punkty |
| ------- | ------------ | ------- | ------ |
| 13.     | Joanna Szwab | 2       | 72     |

### Zimowy olimpijski festiwal młodzieży Europy – konkurs kobiet
| Data           | Konkurencja                         | Zawodniczka  | Seria 1   | Seria 1  | Seria 2   | Seria 2  | Nota łączna | Miejsce | Źródła  |
| Data           | Konkurencja                         | Zawodniczka  | Odległość | Nota     | Odległość | Nota     | Nota łączna | Miejsce | Źródła  |
| -------------- | ----------------------------------- | ------------ | --------- | -------- | --------- | -------- | ----------- | ------- | ------- |
| 19 lutego 2013 | konkurs indywidualny kobiet (HS 71) | Joanna Szwab | 60,0 m    | 99,4 pkt | 57,0 m    | 91,2 pkt | 190,6 pkt   | 16.     | [ 216 ] |

## Po sezonie
Jeśli jednak ktoś by nam dawał taki przebieg sezonu przed zimą to wzięlibyśmy to w ciemno

Kamil Stoch określił sezon jako „sinusoidalny”, a Maciej Kot – jako najlepszy w dotychczasowej karierze. Piotr Żyła podkreślił, że sezon był „ciężki”, jednak jest z niego zadowolony.
27 marca w Wiśle odbył się indywidualny konkurs mistrzostw Polski, w którym zwyciężył Maciej Kot, a dwanaście pierwszych miejsc zajęli zawodnicy z kadry narodowej. Dzień później prezydent RP Bronisław Komorowski spotkał się z kadrą skoczków i pogratulował sukcesów, oraz przekazał im srebrne spinki do mankietów z orłem.
11 stycznia 2014 ogłoszono wyniki Plebiscytu Przeglądu Sportowego 2013. Reprezentacja zdobyła tytuł Odkrycia Roku, a Łukasz Kruczek – Trenera Roku. Drugie miejsce w rywalizacji o statuetkę najlepszego sportowca zajął Kamil Stoch.